# Église Saint-Martin de Rousseloy
L'église Saint-Martin est une église catholique paroissiale située à Rousseloy, en France. Elle possède un beau clocher roman caractéristique de la région, mais coiffé d'un toit moderne, et une chapelle également romane, avec d'intéressants chapiteaux à l'intérieur. Le chœur-halle gothique du XIVe siècle comporte deux vaisseaux de deux travées, et représente la plus grande partie de l'église depuis qu'elle a été privée de sa nef en 1826. C'est une variante plus rustique des chœur-halles bien répandus dans la région, avec la particularité d'être recouvert par des toits en pierre. L'église a été classée au titre des monuments historiques par arrêté du 3 mai 1927. Elle est affiliée à la paroisse Sainte-Claire de Mouy.

## Localisation
L'église est située en France, en région Hauts-de-France et dans le département de l'Oise, sur la commune de Rousseloy, chemin de l'Église / chemin des Monts. Bâtie sur le plateau de Cambronne alors que le village s'étale dans une vallée, l'église domine tout le village depuis le nord, et est visible de loin. Sa situation est assez pittoresque. Seulement un chemin escarpé permet d'y accéder depuis la route de Clermont, qui dessert également l'école et la mairie à mi-chemin. Le cimetière entoure toujours l'église, mais au sud, le terrain descend rapidement de façon assez abrupte : s'y trouvait jadis une carrière avec des habitations troglodytiques.

## Historique

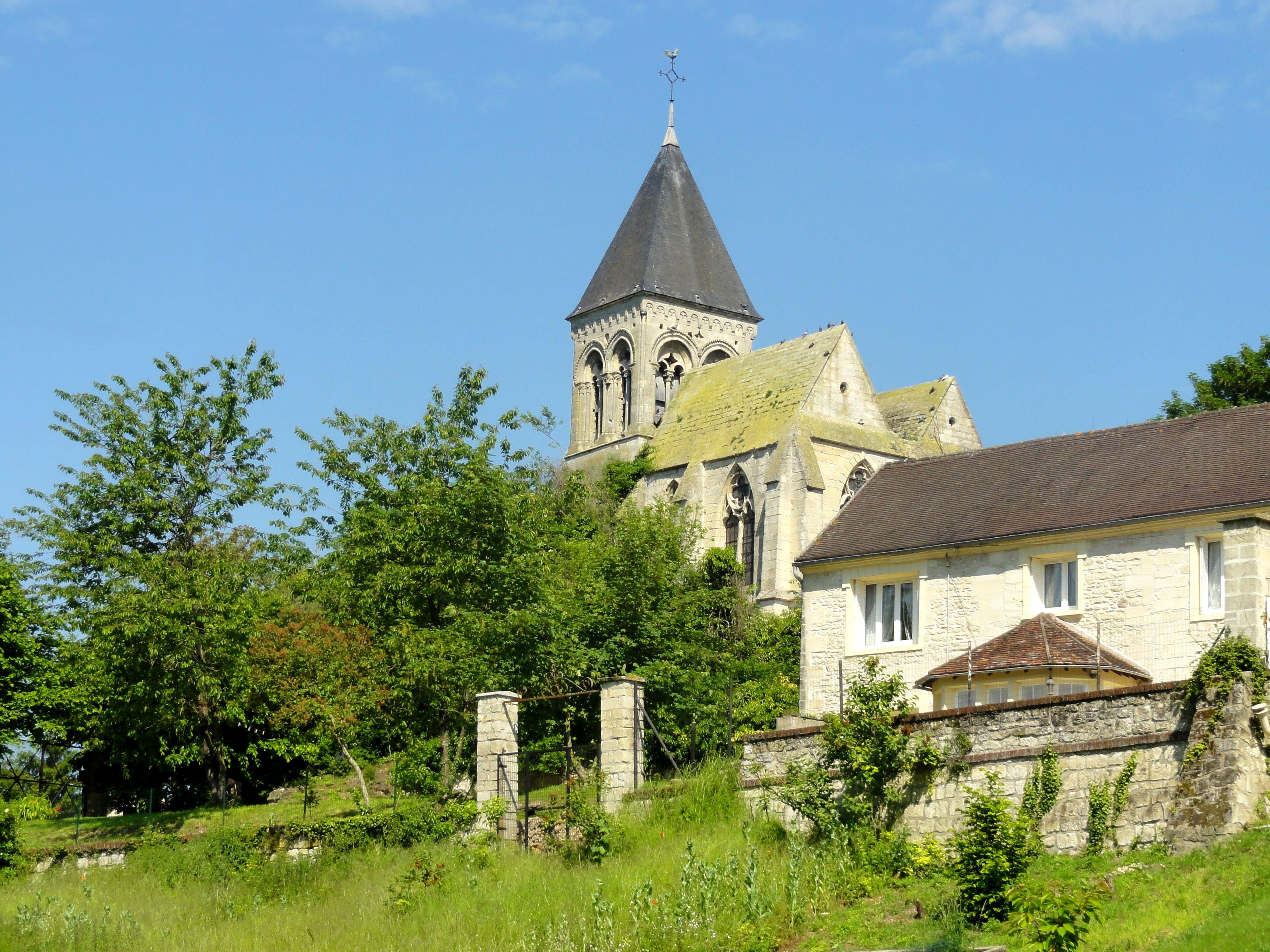
Vue depuis le village.

Au début, Rousseloy ne possédait qu'une chapelle déjà dédiée à saint Martin, érigée ultérieurement en paroisse : Il pourrait s'agir de l'occasion pour élever l'église actuelle au XIIe siècle. La paroisse a toujours dépendu du diocèse de Beauvais, et la cure était à la nomination du chapitre de l'abbaye Saint-Symphorien de Beauvais. L'histoire de l'église est très sommairement documentée, et sa première mention explicite connue ne remonte qu'au XVIe siècle : l'analyse archéologique du monument doit suffire pour dater ses différentes parties, comme c'est fréquemment le cas. Cette datation n'est pas très précise : s'agissant d'une petite église rurale, les innovations de l'architecture ne sont pas toujours appliquées dès leur apparition, et les bases des colonnes pouvant fournir de précieux indices manquent tous. Le clocher et l'actuelle chapelle des fonts baptismaux au nord datent du XIIe siècle ; le chœur et son collatéral datent du XIVe siècle ; l'arcade entre la base du clocher et le chœur avec ses deux colonnes toscanes a probablement été refaite au XVIIe siècle ; la sacristie a été ajoutée au XVIIe siècle également ; et un massif de maçonnerie a été ajouté devant l'actuelle façade occidentale en 1826.
Les archives municipales sont en possession de quelques documents qui livrent des clés pour comprendre l'évolution de l'édifice depuis la fin du XVIIIe siècle, qui a connu d'importantes évolutions entre 1780 et 1826. En 1780 en effet, la foudre fait tomber la flèche en pierre du clocher, ce qui explique le toit à la hache actuel, recouvert d'ardoise. Au début du XIXe siècle, l'église se trouve dans un état de délabrement critique. Le 12 juillet 1801, sous l'injonction du sous-préfet de Clermont, le conseil municipal de Rousseloy fait dresser un état des lieux par deux entrepreneurs locaux. L'on ignore quel suite est donné à leur devis, concernant notamment des réparations de la nef et du bas-côté. Mais étant donné que le conseil municipal constate dans sa séance du 19 septembre 1819 que la nef est pratiquement tombée en ruines, pas grand chose n'a dû être entrepris. Le conseil municipal ne dispose pas des moyens nécessaires pour sa remise en état, et cette grosse dépense est de surcroît considérée comme inutile : l'on estime que le chœur puisse contenir une centaine de fidèles, alors que la commune tout entière ne compte que 137 habitants, tous les âges confondus. S'impose donc l'idée de démolir la nef. La décision est ajournée dans un premier temps.

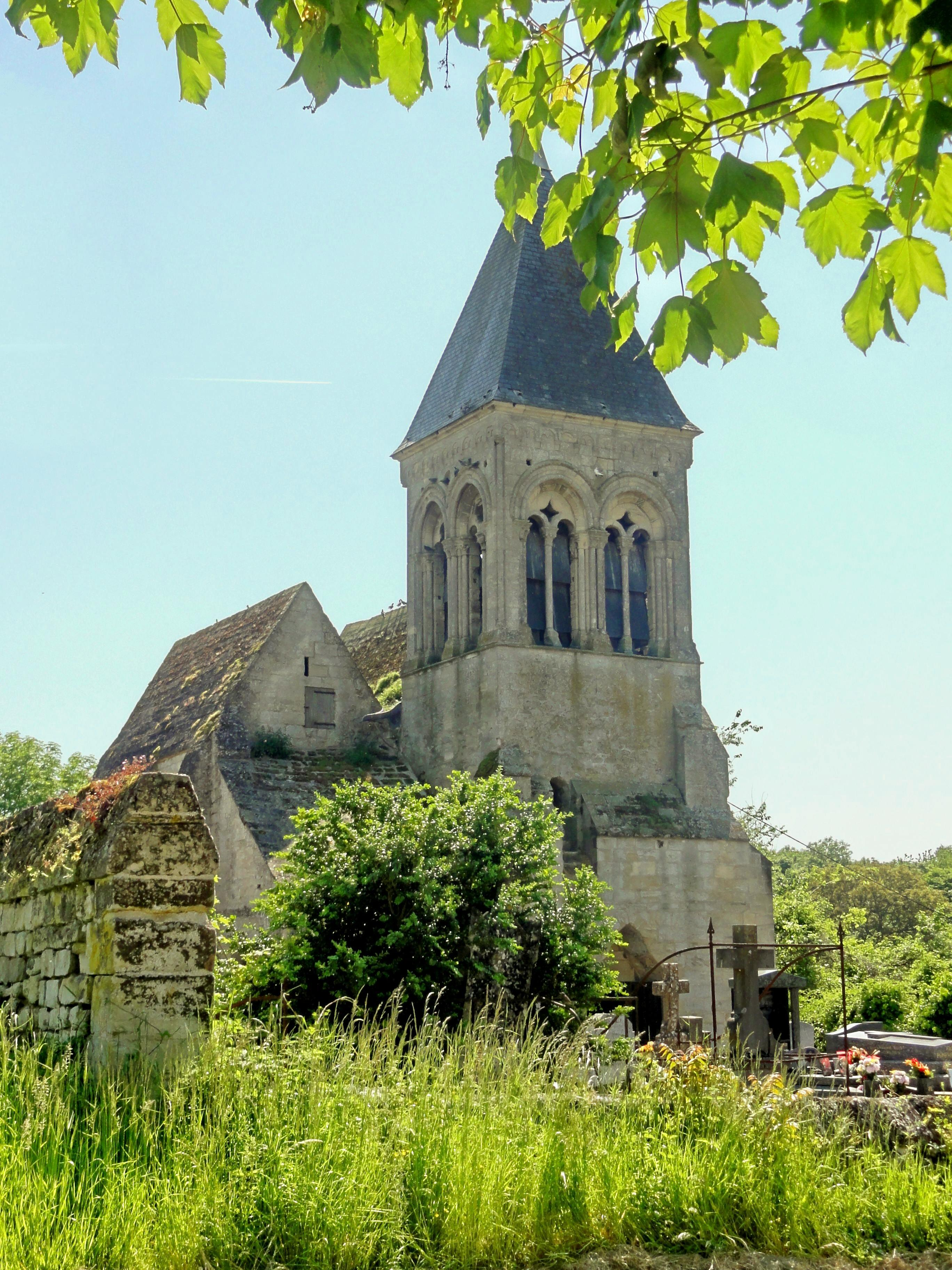
Vue depuis l'ouest.

Puis, le 8 juillet 1824, le sous-préfet fait dresser un devis pour la réparation du chœur : il s'agit de boucher trois baies (sans doute celles du collatéral qui sont toujours bouchées) ; de rejointoyer la couverture du chœur et de la sacristie ; de refaire une voûte ; de réparer quatre vitraux (qui doivent être les quatre fenêtres actuelles, au sud et à l'est) ; et de confectionner un autel-tombeau avec tabernacle. La nécessité de ces travaux accélère sans doute la prise de décisions, car la commune veut conserver au moins le chœur. Trois jours plus tard, le conseil municipal décide de faire démolir la nef et de vendre les matériaux récupérés par adjudication afin de financer la réparation du chœur. Les travaux sont entrepris au cours de l'année 1825. En attendant, la nef est provisoirement conservée, puis sa démolition est confiée à un maçon de Saint-Claude, qui touche une somme de 132 francs et doit avoir terminé la démolition en mars 1826. Les matériaux sont vendus par la suite. Malheureusement, la nef n'est pas documentée avant sa démolition. L'état des lieux de 1801 mentionne un pignon sud, en plus du pignon ouest dominant la façade occidentale, ce qui implique qu'une chapelle a dû exister au sud de la nef. En tout cas, l'église n'a jamais possédé de transept, car le mur méridional de la base du clocher est d'origine. Le bas-côté nord a dû s'apparenter à un couloir de dégagement, comme l'indique la petite arcade plein cintre dans le mur occidental de la chapelle des fonts. Le manque de place au sud exclut l'existence d'un bas-côté de ce côté-ci, au bord de la carrière.
Dans son Répertoire archéologique du Département de l'Oise paru en 1862, Emmanuel Woillez indique « nef moderne » : comme le souligne René Parmentier, Woillez commet ici une grave méprise, car la nef n'a jamais été reconstruite, et l'église était dépourvue de nef depuis trente-six ans déjà lors de la parution du répertoire. Le 25 septembre 1863, le clocher est de nouveau touché par la foudre, conséquence de la situation exposée de l'église en surplomb du village et des plateaux des environs. Les réparations ne sont effectuées qu'en 1870. L'édifice est classé au titre des monuments historiques par arrêté du 3 mai 1927.

## Description

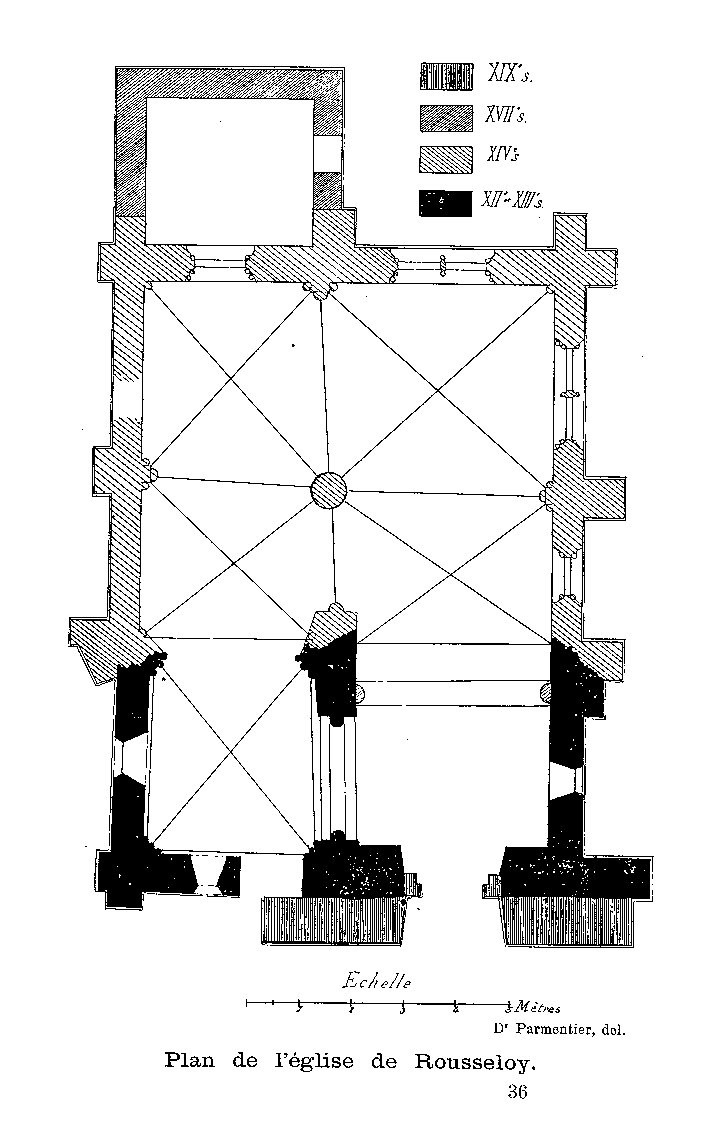
Plan de l'église.

### Aperçu général
L'église est incomplète, car privée de sa nef et de son bas-côté depuis 1826. Ces parties se situaient devant la façade occidentale actuelle, que l'on aperçoit dès que l'on entre au cimetière. Depuis, l'église Saint-Martin ne se compose plus que d'un clocher roman, dont la base sert de porche ; d'une chapelle latérale également romane au nord du clocher ; d'un chœur gothique rayonnant de deux travées dans le prolongement oriental de la base du clocher ; et d'un collatéral nord de deux travées dans le prolongement oriental de la chapelle, voûté à même hauteur que le chœur proprement dit et formant avec ce dernier un chœur-halle approximativement carré. En réalité, toutes les travées sont rectangulaires et de dimensions inégales. La base du clocher est voûtée en berceau brisé ; les autres travées sont voûtées sur croisées d'ogives simples. Une sacristie assez basse et voûtée d'arêtes a été ajoutée à l'est du collatéral. L'église ne possède qu'un seul accès, par la base du clocher. Ce dernier est recouvert par un toit à la hache de la fin du XVIIIe siècle. Les deux vaisseaux du chœur-halle disposent chacun d'un toit en bâtière indépendant dans le sens de l'axe, avec des pignons à l'est. Ces toits sont aigus et recouverts de dalles de pierre. La chapelle est dotée d'un toit en appentis également en pierre, et s'appuyant contre le pignon occidental du collatéral.

### Intérieur

#### Base du clocher
La base du clocher, voûtée en berceau brisé dès l'origine, communique avec le chœur par une arcade en tiers-point non moulurée, qui s'appuie sur les deux colonnes toscanes déjà mentionnées. L'arcade ouvrant dans la chapelle est également en tiers-point, mais nettement plus basse. Elle se compose de deux rangs de claveau aux arêtes chanfreinées, retombant sur les gros chapiteaux romans de deux fortes demi-colonnes appareillées. Le chapiteau au revers de la façade montre une face d'oiseau entourée d'ailes et de pattes, et du côté de la chapelle, une tête de chien ; celui en face présente deux colombes buvant dans le même vase, motif fréquemment repris. En face, le mur méridional est percé d'une petite baie plein cintre au-dessus d'un long glacis, et le soubassement contient deux arcades plein cintre aveugles, sans colonnettes ni chapiteaux. Quant au mur occidental, il fait apparaître le sommet d'une arcade en tiers-point encore plus basse que celle vers la chapelle, et dont les piédroits d'origine manquent. La porte d'entrée a été appliquée derrière cette arcade, après la démolition de la nef en 1826.

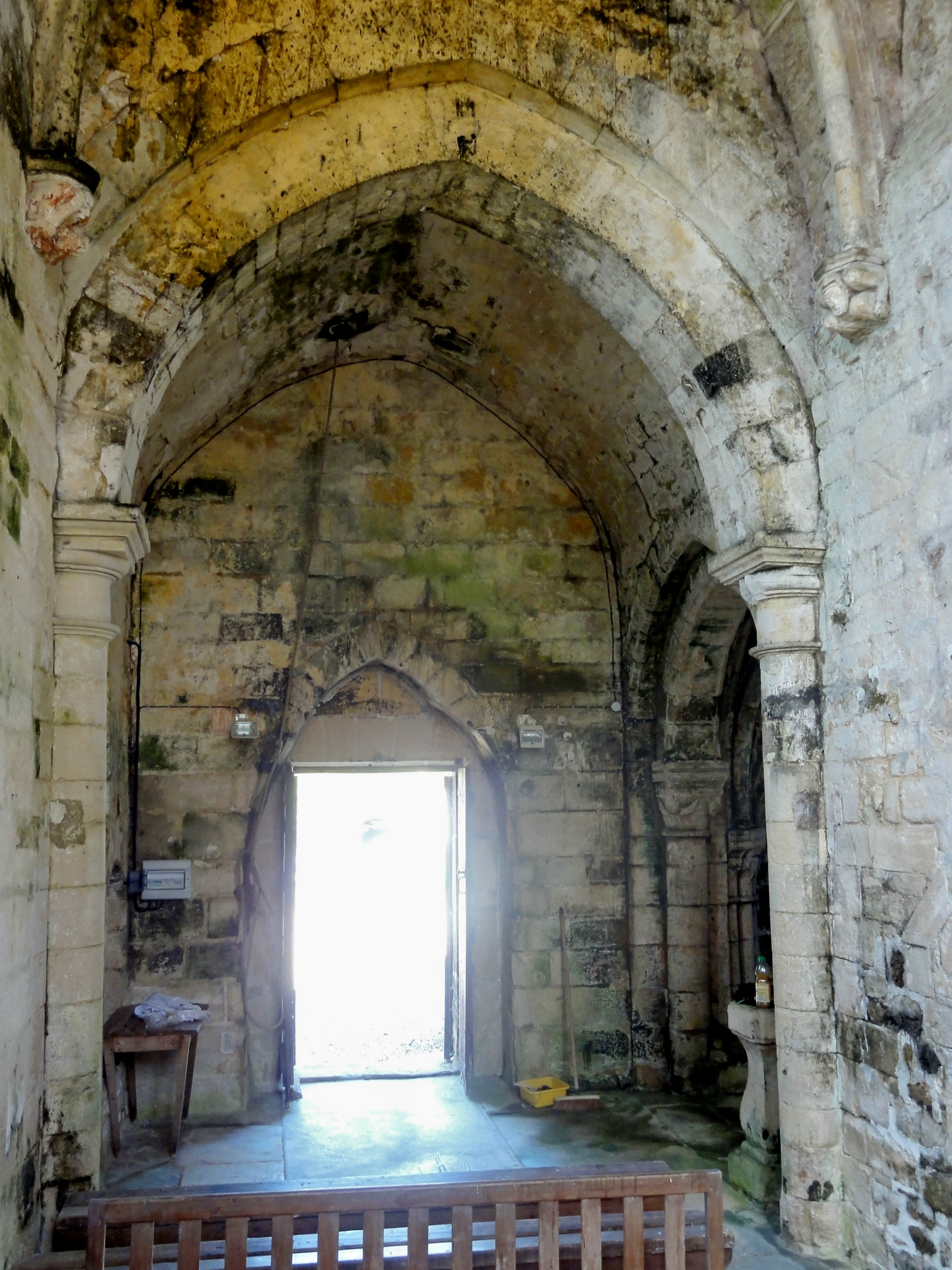
Base du clocher.
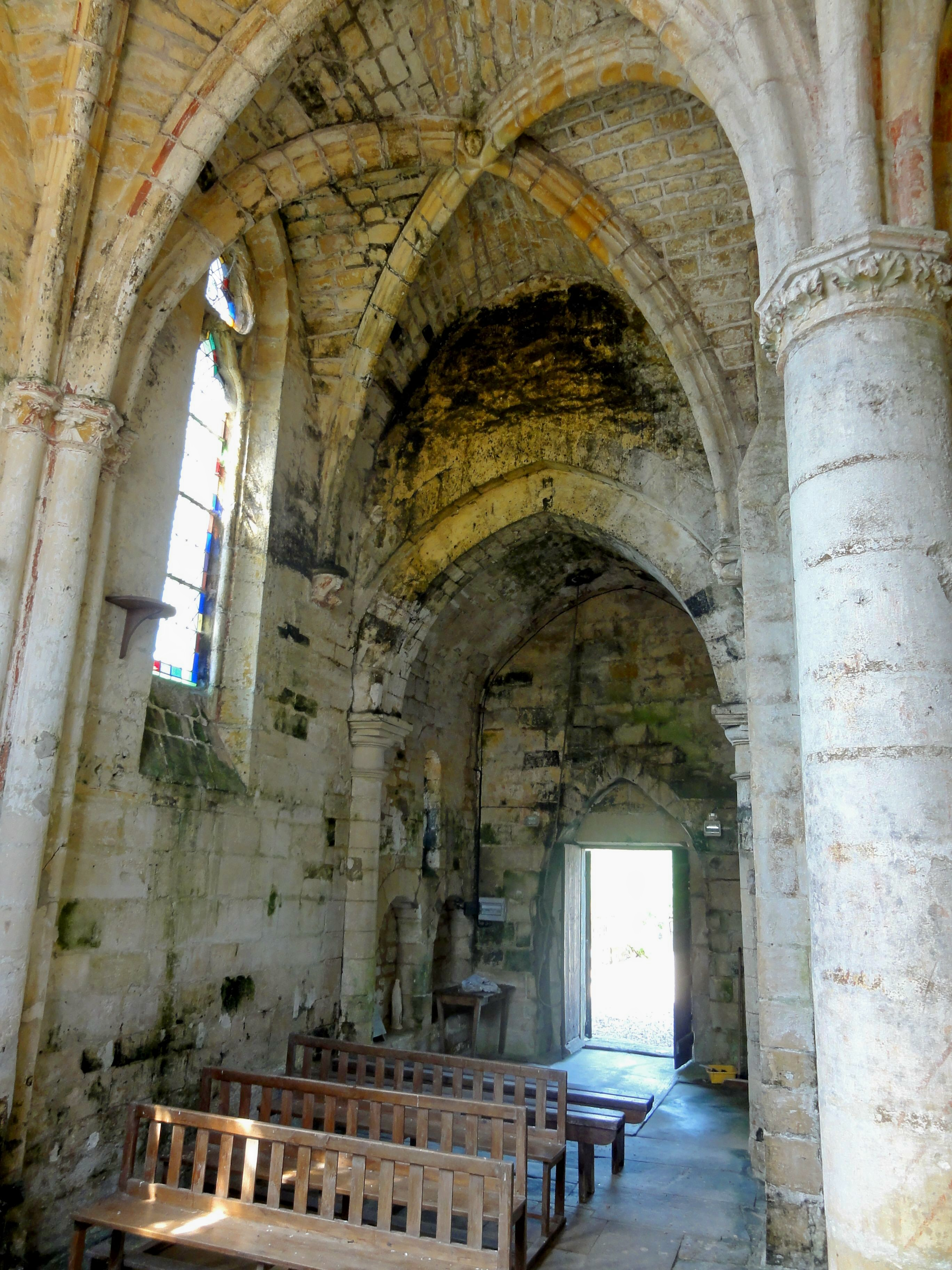
Vue depuis le chevet.
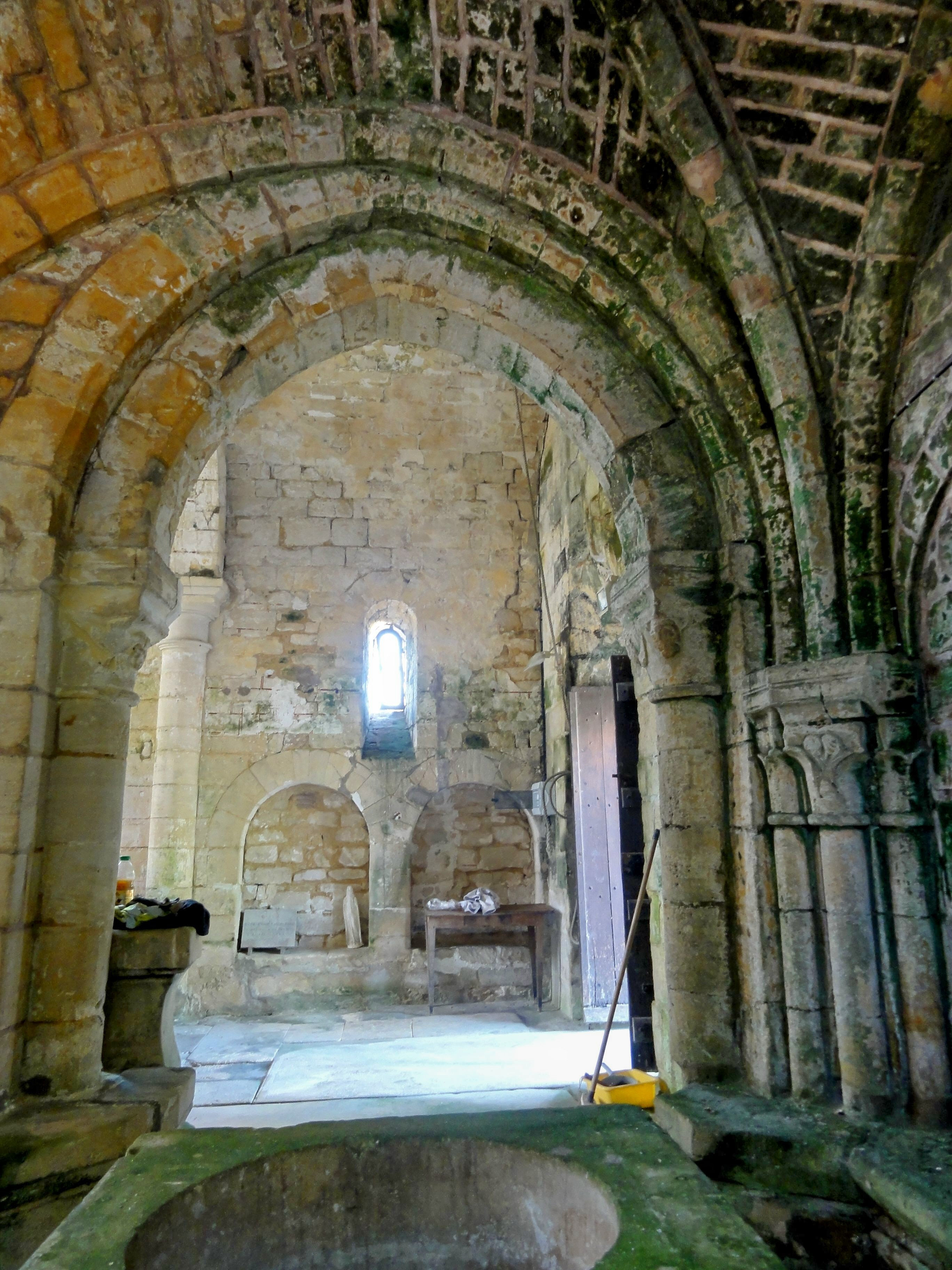
Vue depuis la chapelle.
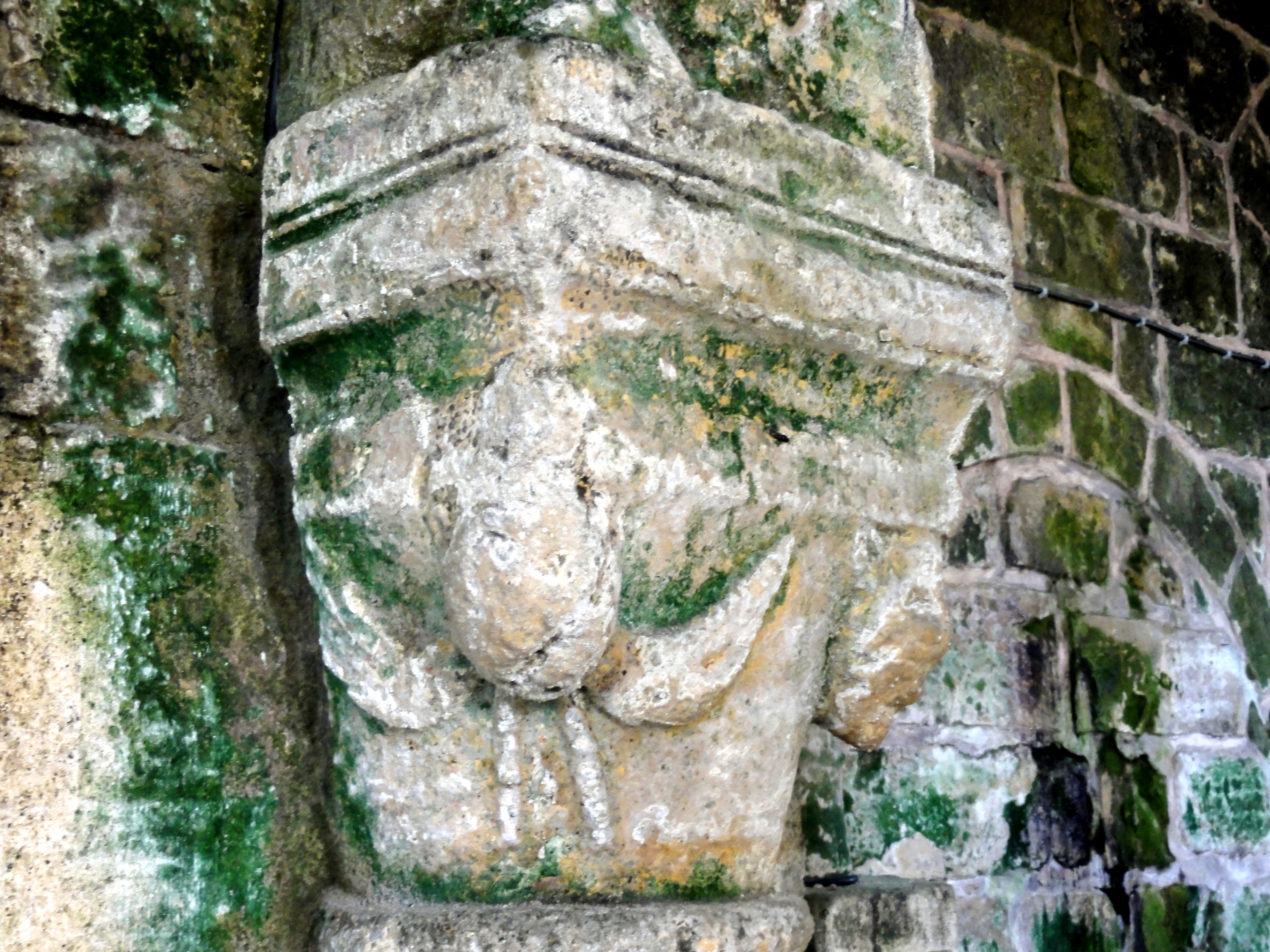
Chapiteau roman.
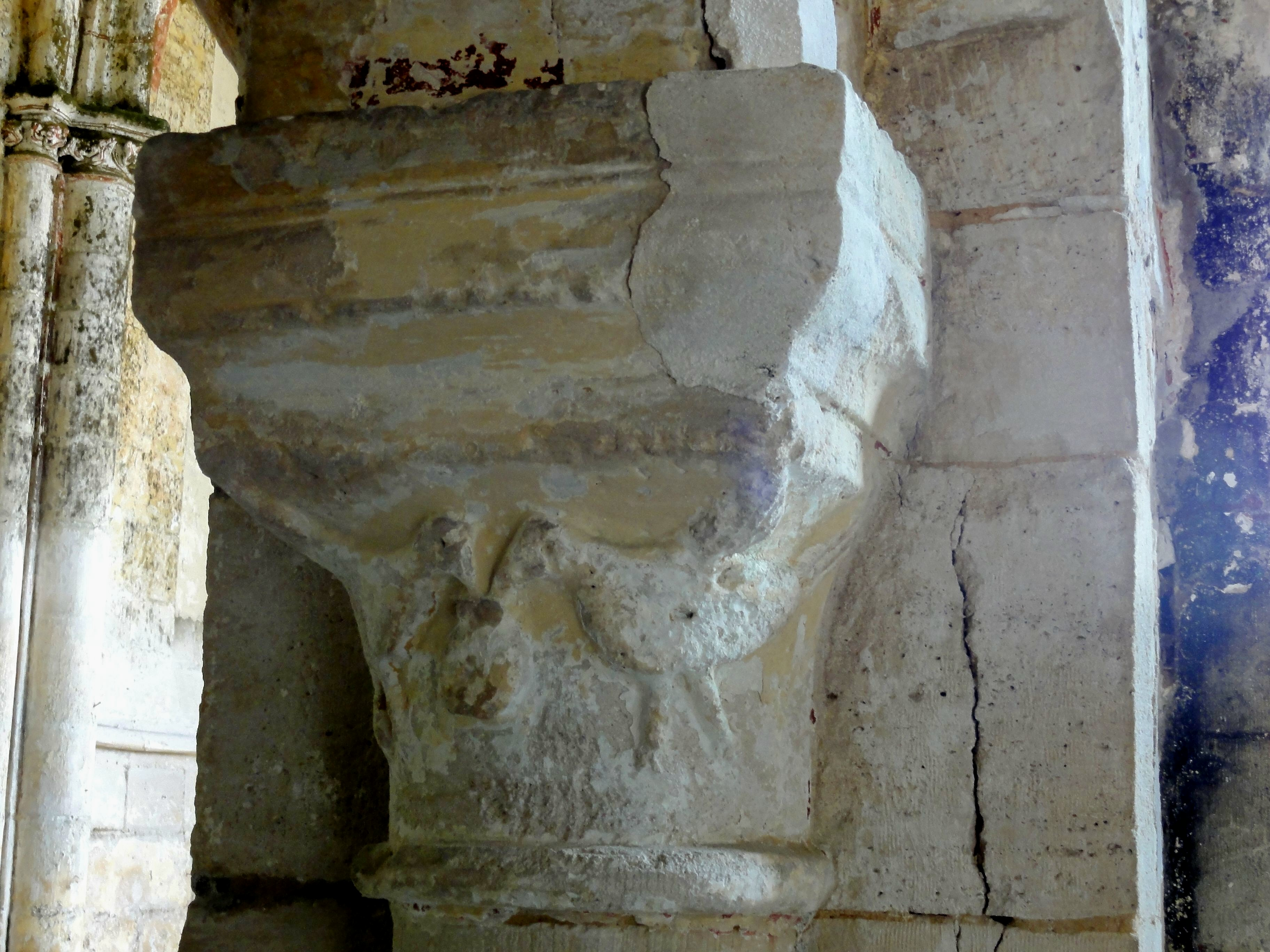
Chapiteau roman.

#### Chapelle

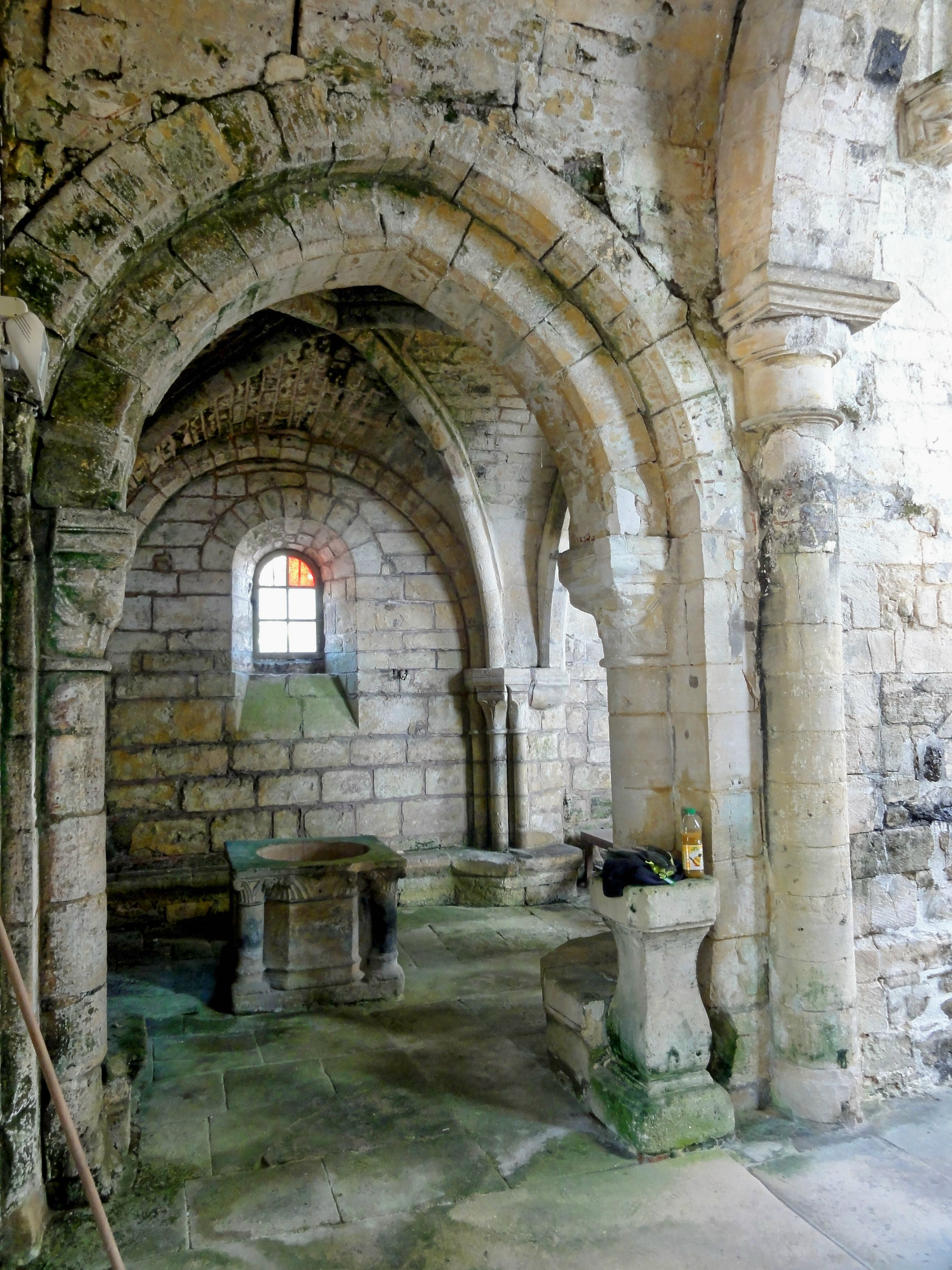
Chapelle des fonts baptismaux.

La chapelle n'a pas toujours été la chapelle baptismale, les fonts baptismaux ayant été déplacés ici depuis le début de la nef en 1826. Emmanuel Woillez écrit à propos de cette chapelle : « On voit dans l'intérieur de cette église un des bancs en pierre réservés, au Moyen Âge, pour les pauvres ou les infirmes ». Effectivement, les places sur les bancs en bois devaient être louées à l'année par les paroissiens, et les chaises étaient proposées par une loueuse de chaises. Mais René Parmentier attire l'attention sur l'arcade plein cintre bouchée dans le mur occidental de la chapelle, accompagnée d'une porte ayant jadis donné sur l'extérieur. Or, l'arcade ayant servi à relier la chapelle au bas-côté ou couloir de dégagement de la nef, elle n'a vraisemblablement été bouchée qu'en 1826, tout comme la porte. Parmentier estime que le banc en pierre n'a été aménagé qu'après cette opération, avec un autre banc contre le mur septentrional, et ceci afin d'accueillir les participants aux cérémonies de baptême. Ces deux bancs étaient encore recouverts de planches en bois au début du XXe siècle. — Le mur septentrional est percé d'une baie plein cintre largement ébrasée, et une arcade très aigüe s'ouvre dans le collatéral. Grossièrement construite sans aucune forme nette, elle est encore différente des arcades de la base du clocher, et dépourvue de toute ornementation, avec des arêtes simplement chanfreinées. La voûte d'ogives de la chapelle est très basse, et ses ogives et formerets retombent sur un faisceau de trois colonnettes dans chaque angle. Le profil des ogives est celui d'un tore en amande sur un méplat, alors que les formerets présentent un simple profil carré, avec des arêtes chanfreinées. Les chapiteaux sont décorés de rinceaux entrelacés, de rameaux de feuillages, de crochets d'une sculpture assez grossière, et de larges feuilles réunies deux par deux. Leurs tailloirs sont identiques à ceux de l'arcade vers la base du clocher. Quant aux bases des colonnes, elles ont été coupées à environ 50 cm du sol afin de permettre l'établissement des bancs en pierre.
Les fonts baptismaux constituent l'un des deux seuls éléments du mobilier classés monuments historiques (avec une cloche de 1504). Les fonts en pierre calcaire datent de la première moitié du XIIIe siècle et sont formés d'une cuve octogonale, dont le socle et le sommet sont à peu près carrés et mesurent 95 cm de long pour 93 cm de large. Les quatre angles sont occupés par des colonnettes, dont les bases sont moulurées de la même façon que la partie inférieure de la cuve. De même, le motif des chapiteaux de crochets des colonnettes se poursuit en tant que frise sur la partie supérieure de la cuve. La cavité de la cuve est hémisphérique. René Parmentier note un trou d'écoulement, alors que la Base Palissy parle tout au contraire d'une absence d'évacuation,.

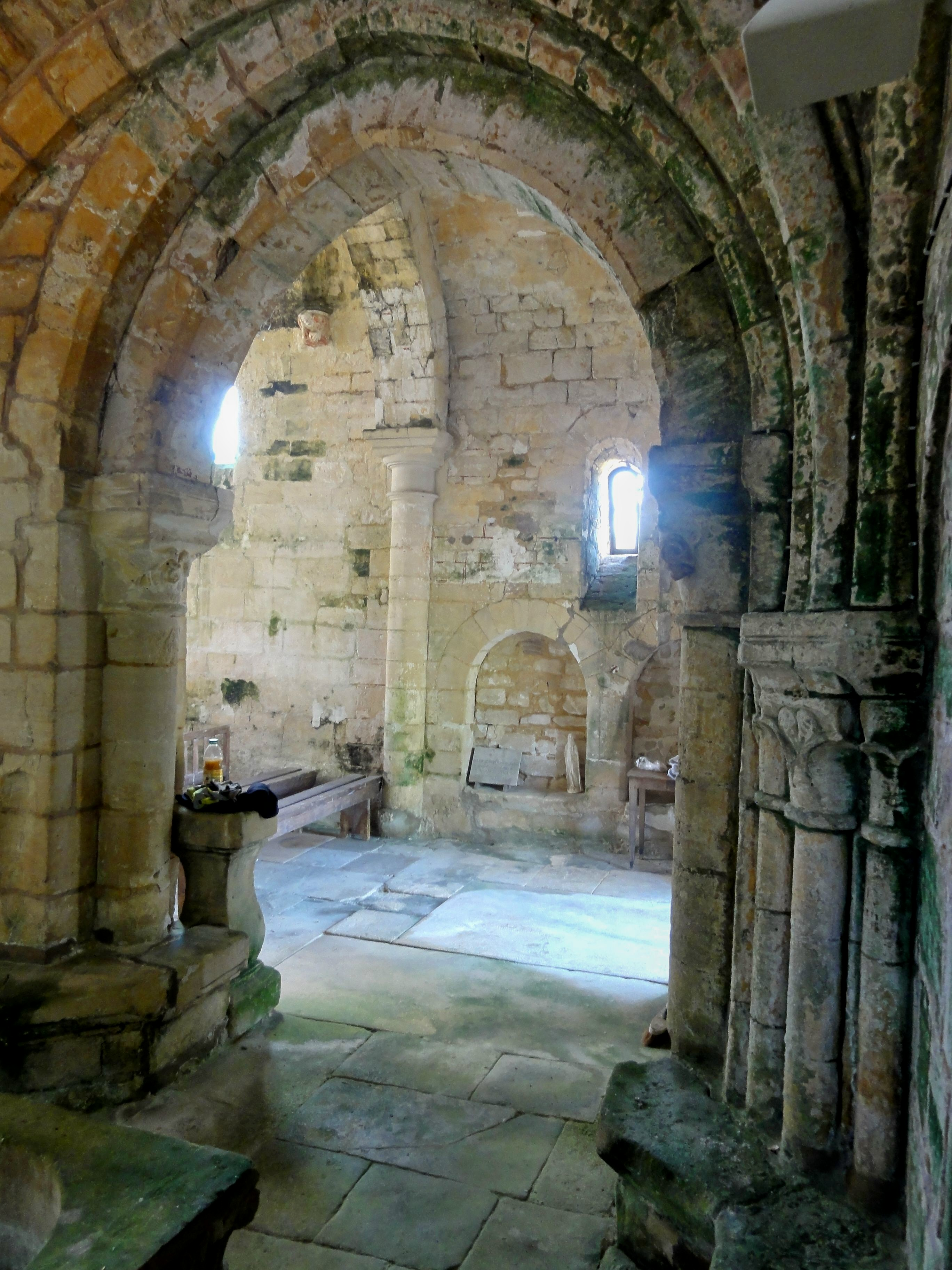
Arcade côté base du clocher.
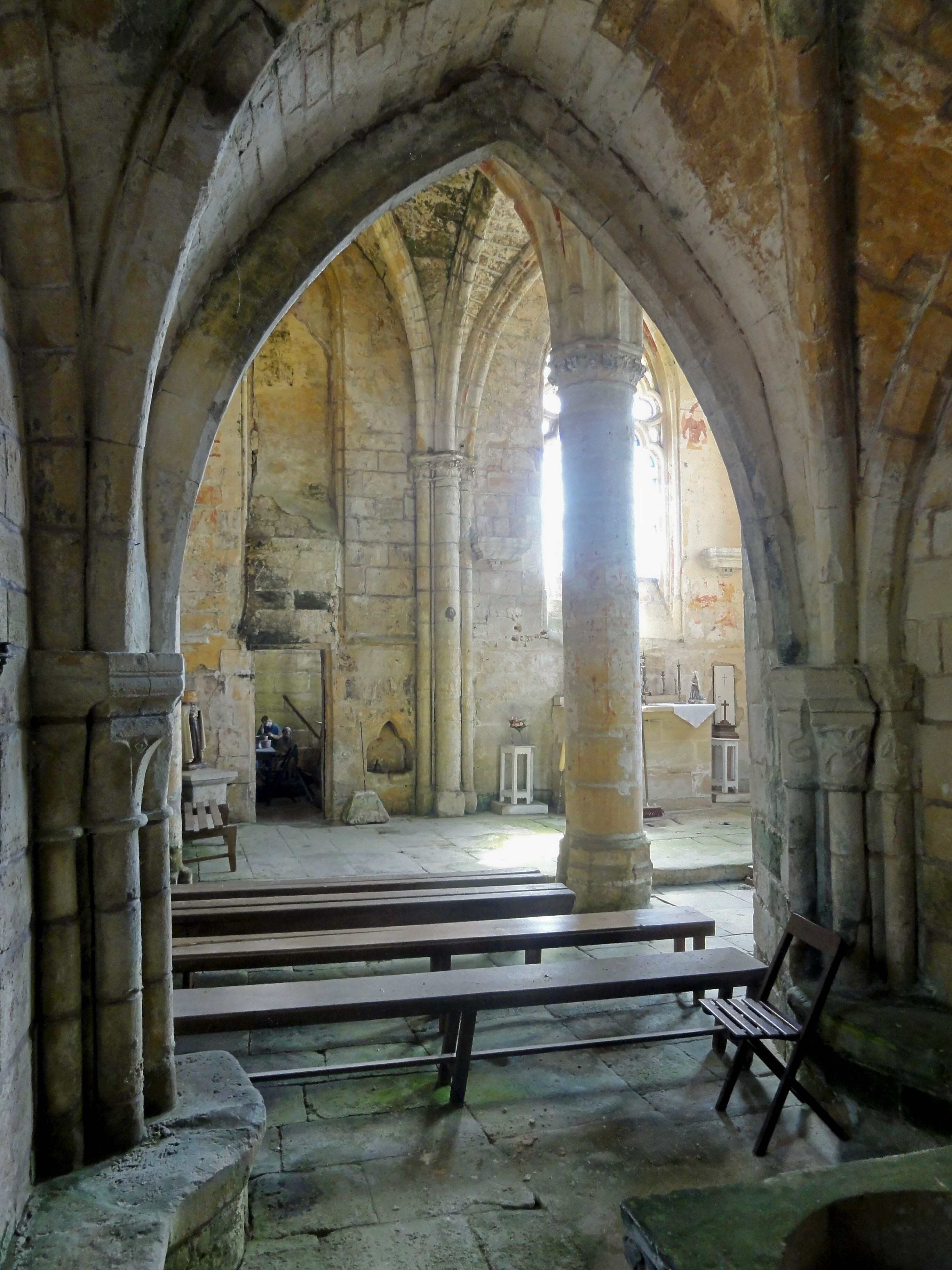
Arcade côté collatéral.
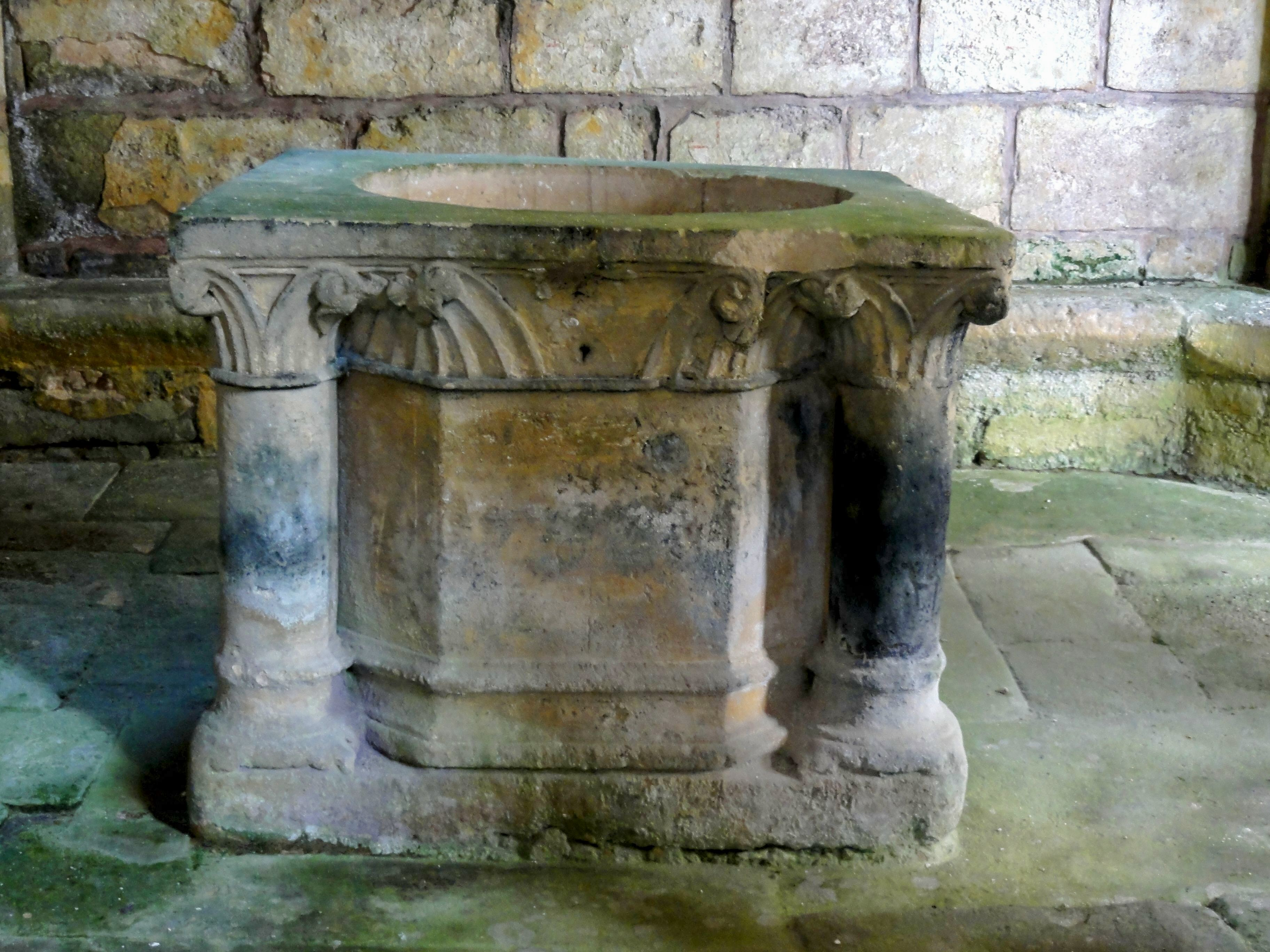
Fonts baptismaux.
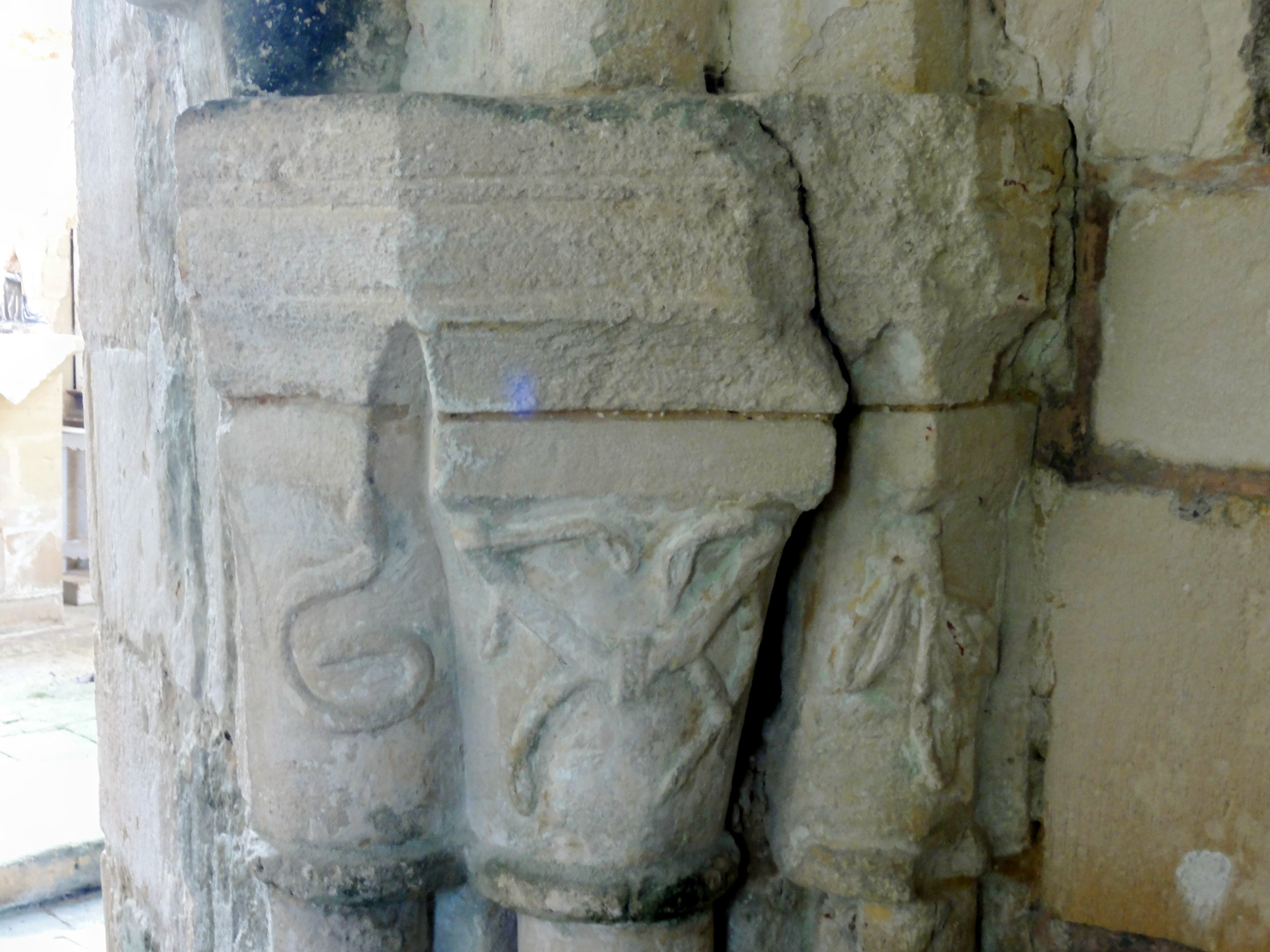
Chapiteaux sud-est.
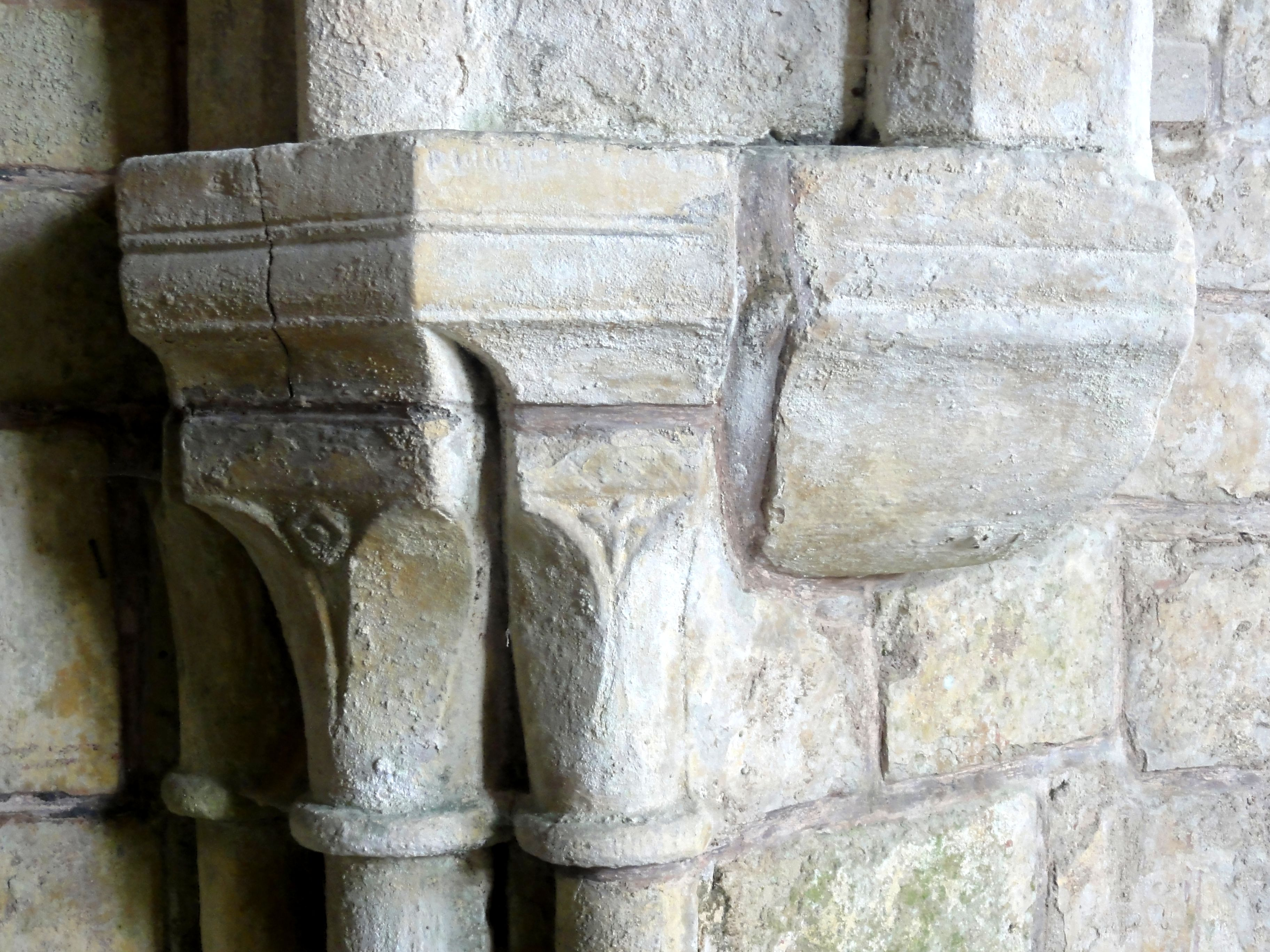
Chapiteaux nord-est.
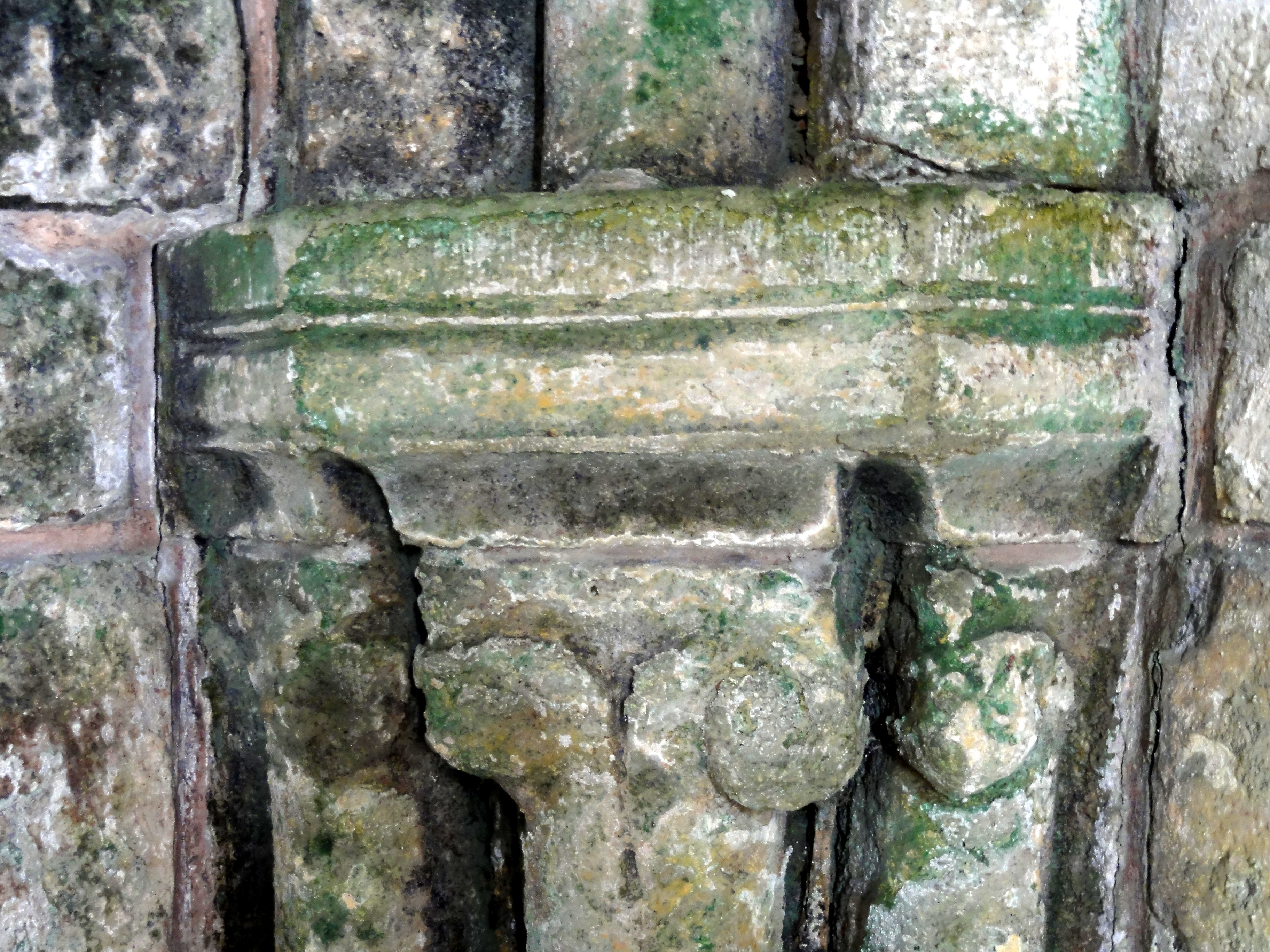
Chapiteaux nord-ouest.

#### Chœur et collatéral

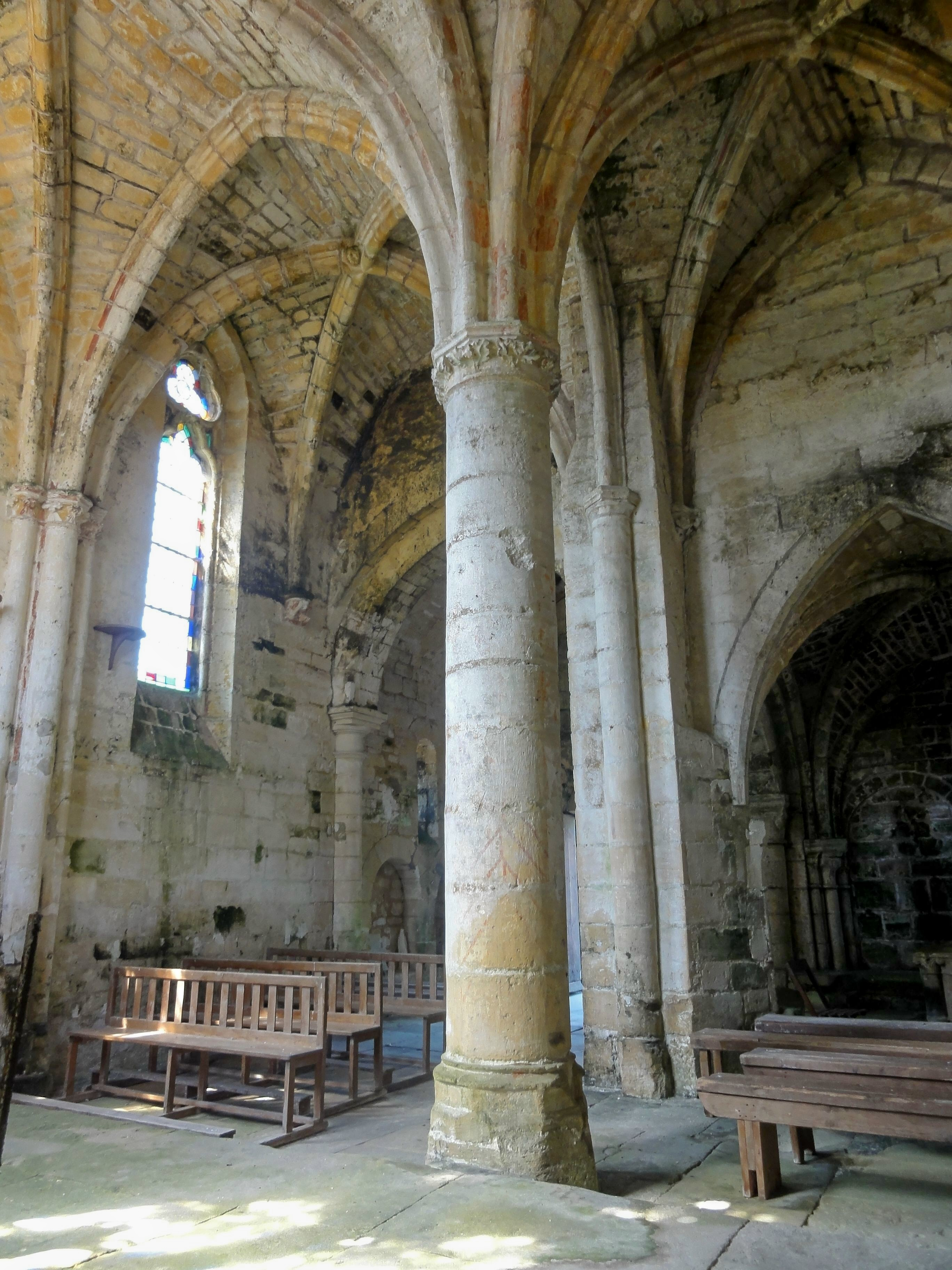
Chœur, vue diagonale depuis l'angle nord-est.

Le chœur et le collatéral sont assez homogènes et issus d'une même campagne de construction, et ils forment ensemble un espace à peu près carré. Or, le pilier cylindrique central commun aux quatre voûtes d'ogives n'est pas placé au milieu du chœur-halle, et les doubleaux entre les travées ne sont pas orthogonaux par rapport aux murs extérieurs. Les contreforts extérieurs correspondent aux limites entre les travées, et ceux du nord et du sud ne se font donc pas face directement. Les premières travées des deux vaisseaux sont plus courtes que les deuxièmes, et le collatéral est un peu plus étroit que le vaisseau principal du chœur. Le raccordement avec les parties du XIIe siècle n'est pas non plus régulier, comme déjà exposé ci-dessus, et la pile sud-est du clocher fait saillie dans le chœur.
Les quatre voûtes sont dépourvues de formerets, sauf la première voûte du collatéral du côté ouest, au-dessus de l'arcade ouvrant dans la chapelle. Seulement une voûte du collatéral possède une petite clé de voûte de la forme d'une rose à cinq feuilles. Une petite tête saillante et devenue méconnaissable accompagne cependant la croisée de la première voûte du vaisseau principal. Le profil des ogives et des doubleaux est identique ; il se compose d'un tore entre deux cavets. Au milieu des murs du nord, de l'est et du sud, les nervures retombent sur les chapiteaux de crochets de faisceaux de trois colonnettes, dont celle du centre correspond aux doubleaux. Elle est plus forte que les autres et adossé à un pilastre caché par les deux autres colonnettes. Les tailloirs sont tous polygonaux à bec. Au milieu du mur de l'ouest, la même disposition n'a pu être reproduite du fait de la présence de la pile du clocher. Le doubleau retombe donc sur une demi-colonnette apparemment refaite engagée dans la pile, et les ogives sur des culs-de-lampe. Devant le mur oriental du clocher, les culs-de-lampe prennent un peu de recul, au lieu d'être placés dans les angles comme d'habitude. Ces culs-de-lampe sont historiés : l'un représente un homme accroupi tenant ses pieds entrecroisés, l'autre figure un personnage qui a la main gauche sur son genou et supporte sa tête avec la main droite. — Dans les angles nord-est et sud-est, les ogives retombent sur le chapiteau d'une courte colonnette en encorbellement, peut-être coupée pour la pose du lambris de demi-revêtement encore en place en 1907. Afin d'encombrer le moins possible le chœur, le maître d'œuvre a opté pour une colonne unique au lieu d'un groupe de huit colonnettes, qui aurait résulté de l'équivalence entre nombre de nervures et nombre de supports respectée ailleurs dans l'église. La colonne centrale porte un court chapiteau décoré de feuilles de chêne, avec un tailloir octogonal.
Du fait de l'irrégularité des travées, les trois fenêtres subsistantes sont toutes de largeur différente. Elles se concentrent toutes dans le vaisseau central, celles du collatéral ayant été bouchées apparemment en 1825 (malgré la démolition de la nef devant permettre la réparation du chœur, des compromis ont été faits). Toutes les fenêtres sont pourvues d'un remplage en délit. Celle du chevet montre le remplage le plus complexe, avec deux lancettes à têtes tréflées surmontées par deux trèfles et un quatre-feuilles. La fenêtre méridionale de la même travée présente le même remplage, sans les trèfles : les lancettes montent donc plus haut. La fenêtre méridionale de la première travée est très étroite et ne comporte qu'une lancette unique à tête tréflée, surmontée d'un trèfle. Il paraît que la fenêtre orientale du collatéral ait possédé un remplage identique, et peut-être fut-ce également le cas de la fenêtre septentrionale de la même travée, dont seuls les contours demeurent visible. La première travée du collatéral a toujours été aveugle. Tout le chœur était recouvert d'un enduit de chaux au début du XXe siècle, portant les traces d'une polychromie datant apparemment de la restauration de 1825, mais se superposant en partie à des fresques anciennes. N'en restent aujourd'hui que des traces de couleur sur les voûtes et l'effigie d'un homme en costume Renaissance, à droite du mur du chevet. Restent à mentionner une niche dans le mur du sud et une piscine liturgique dans le chevet du collatéral. Dans son ensemble, le chœur-halle de Rousseloy s'inscrit dans une même ligne avec ceux, plus vastes et plus élégants, des églises Sainte-Maure-et-Sainte-Brigide de Nogent-sur-Oise, Saint-Pierre-et-Saint-Paul de Villers-Saint-Paul et Saint-Martin de Plailly, pour ne citer que les exemples les plus réputés. C'est avec la vaste chapelle sud de Pontpoint et avec le petit chœur de Brenouille que les ressemblances sont les plus frappantes, car ils datent de la même époque.

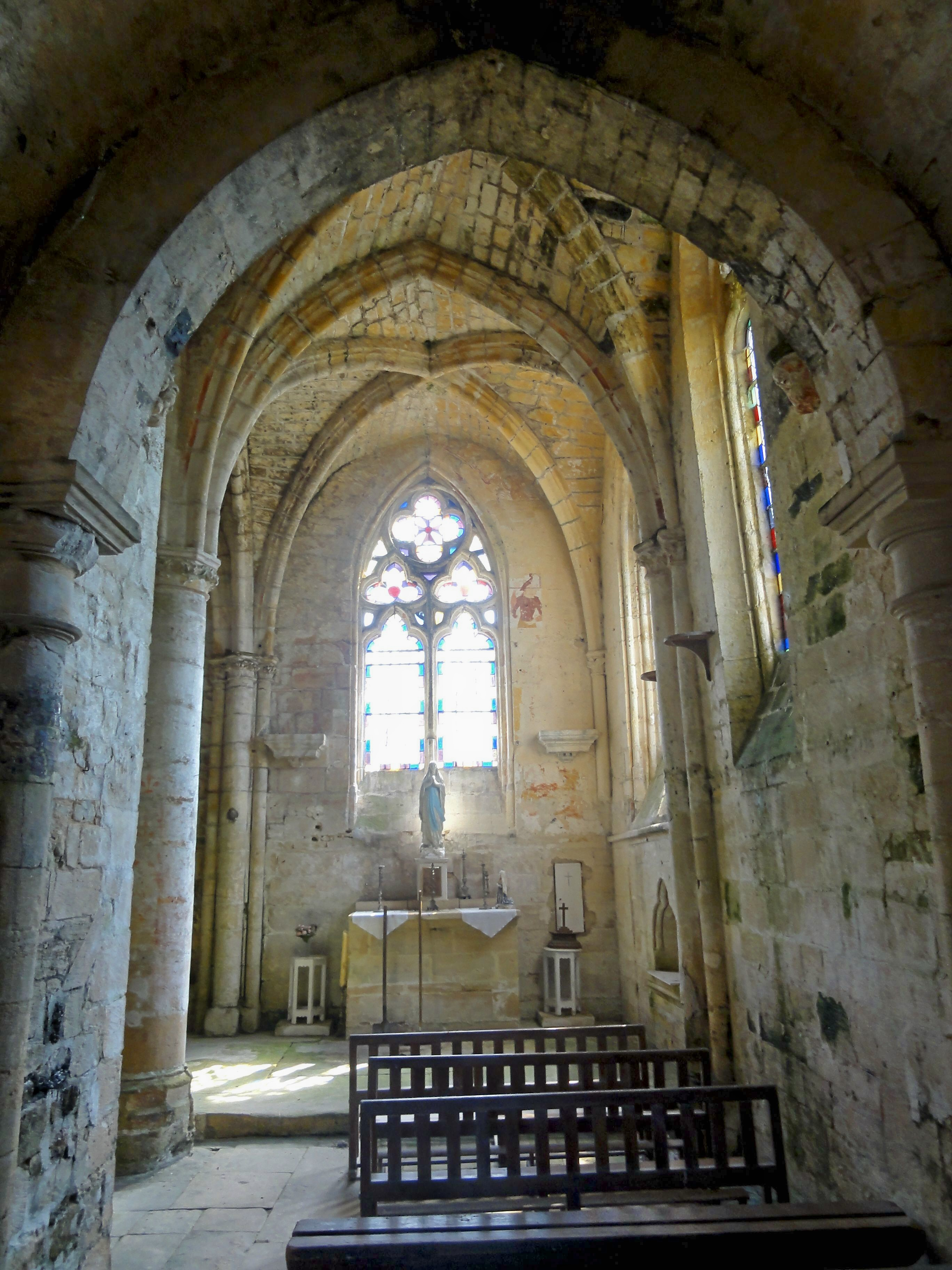
Vue depuis l'entrée.
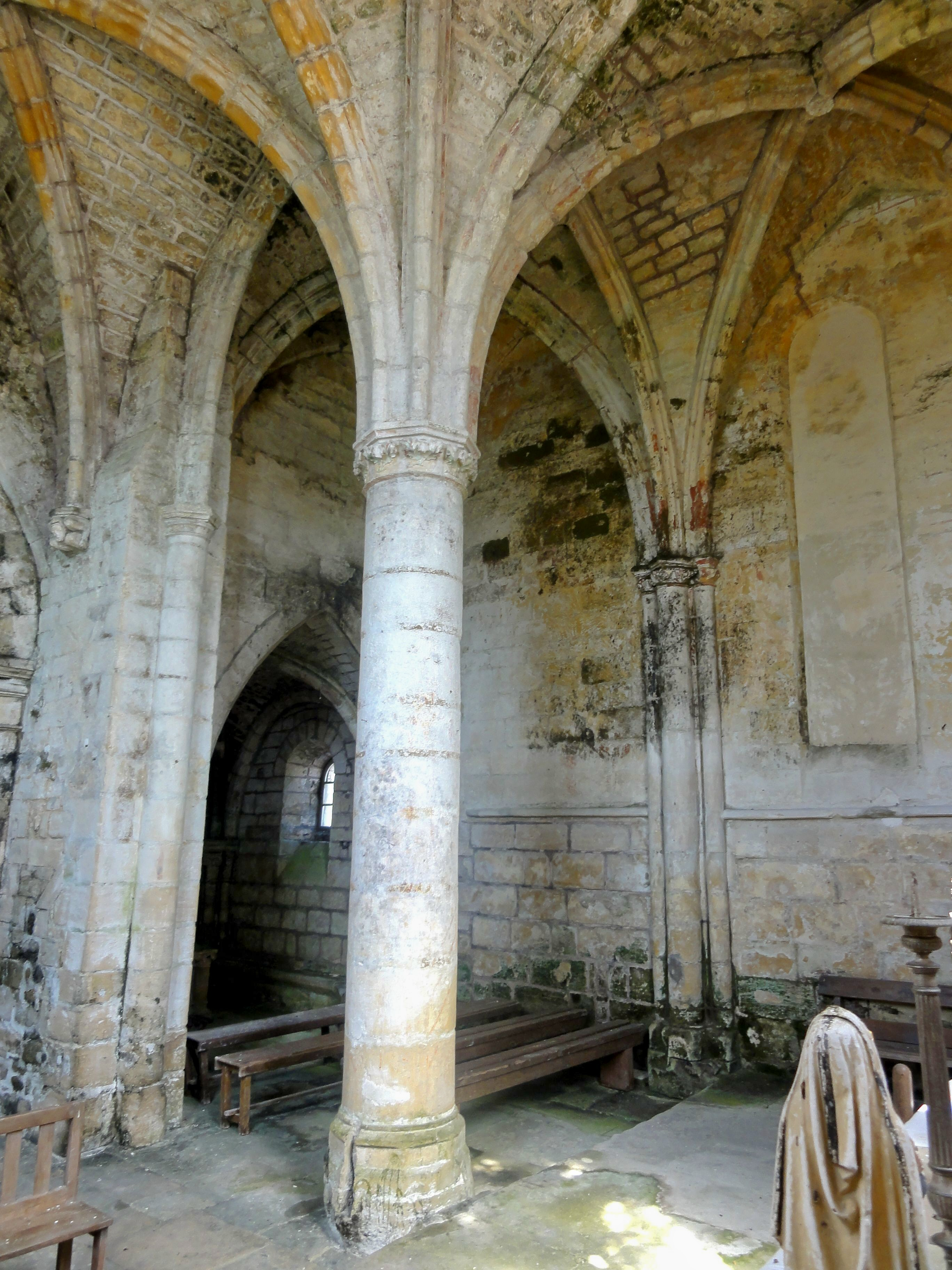
Vue diagonale depuis le sud-est.
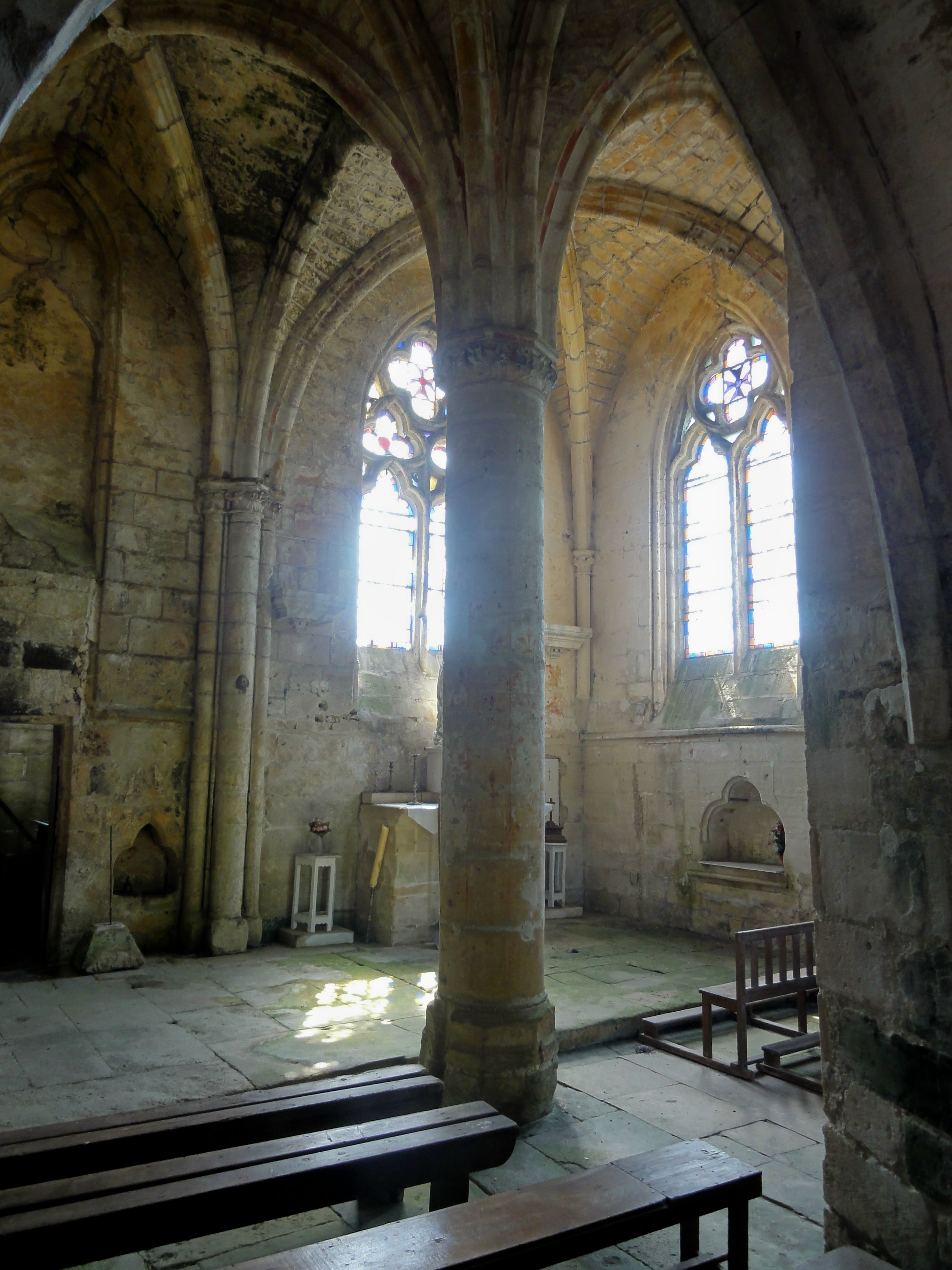
Vue diagonale depuis le nord-ouest.
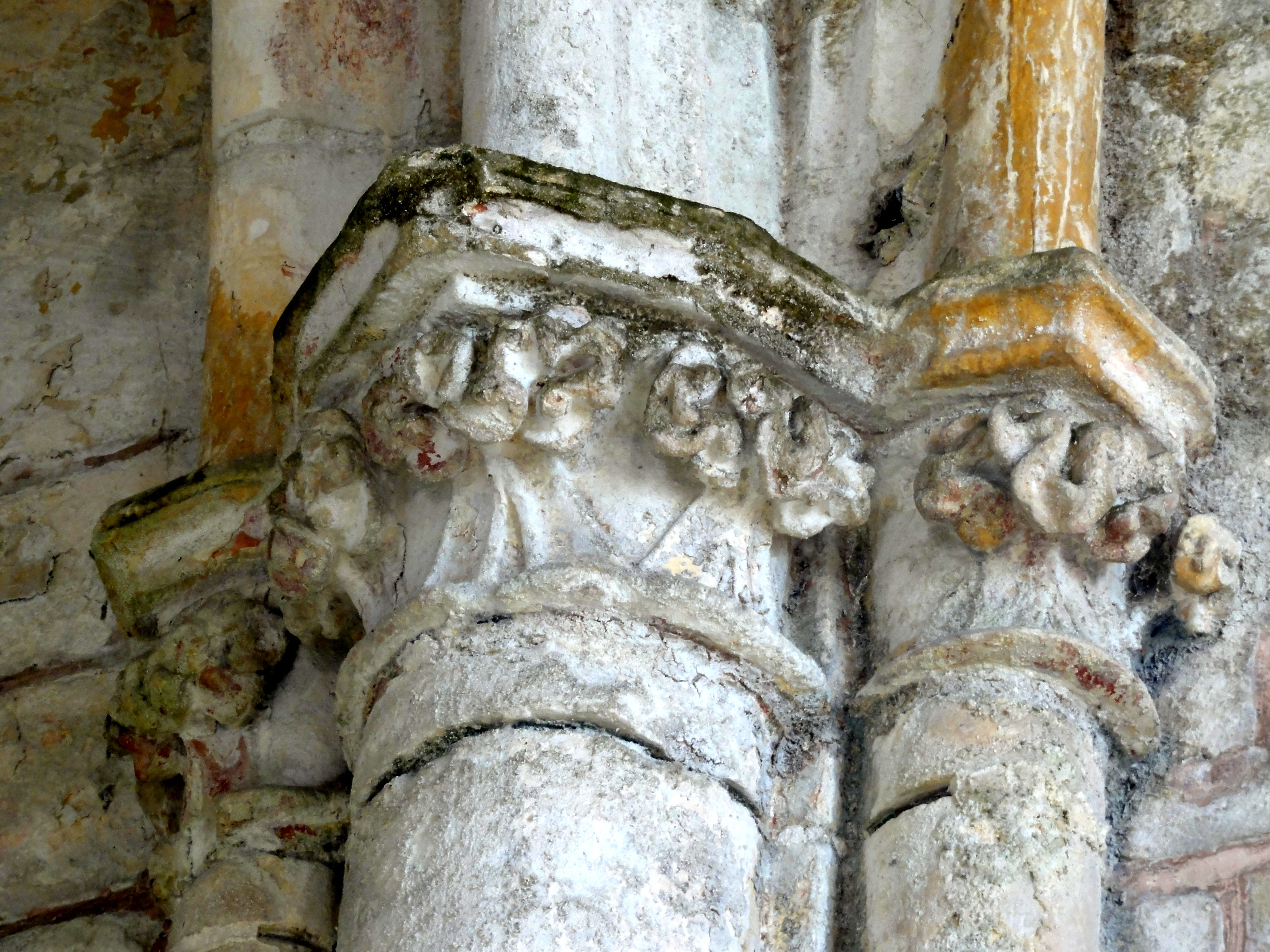
Chapiteaux au nord.
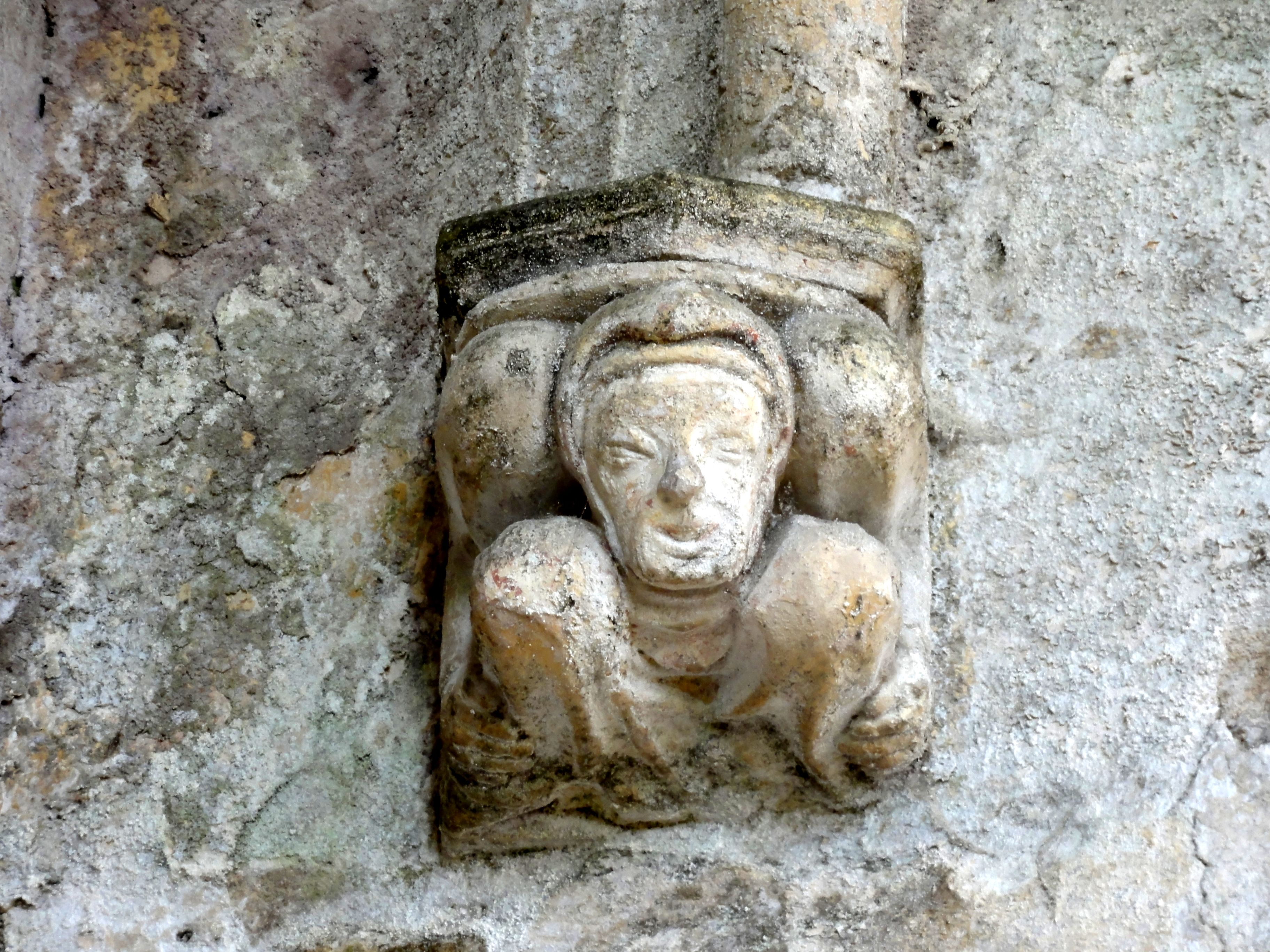
Cul-de-lampe.
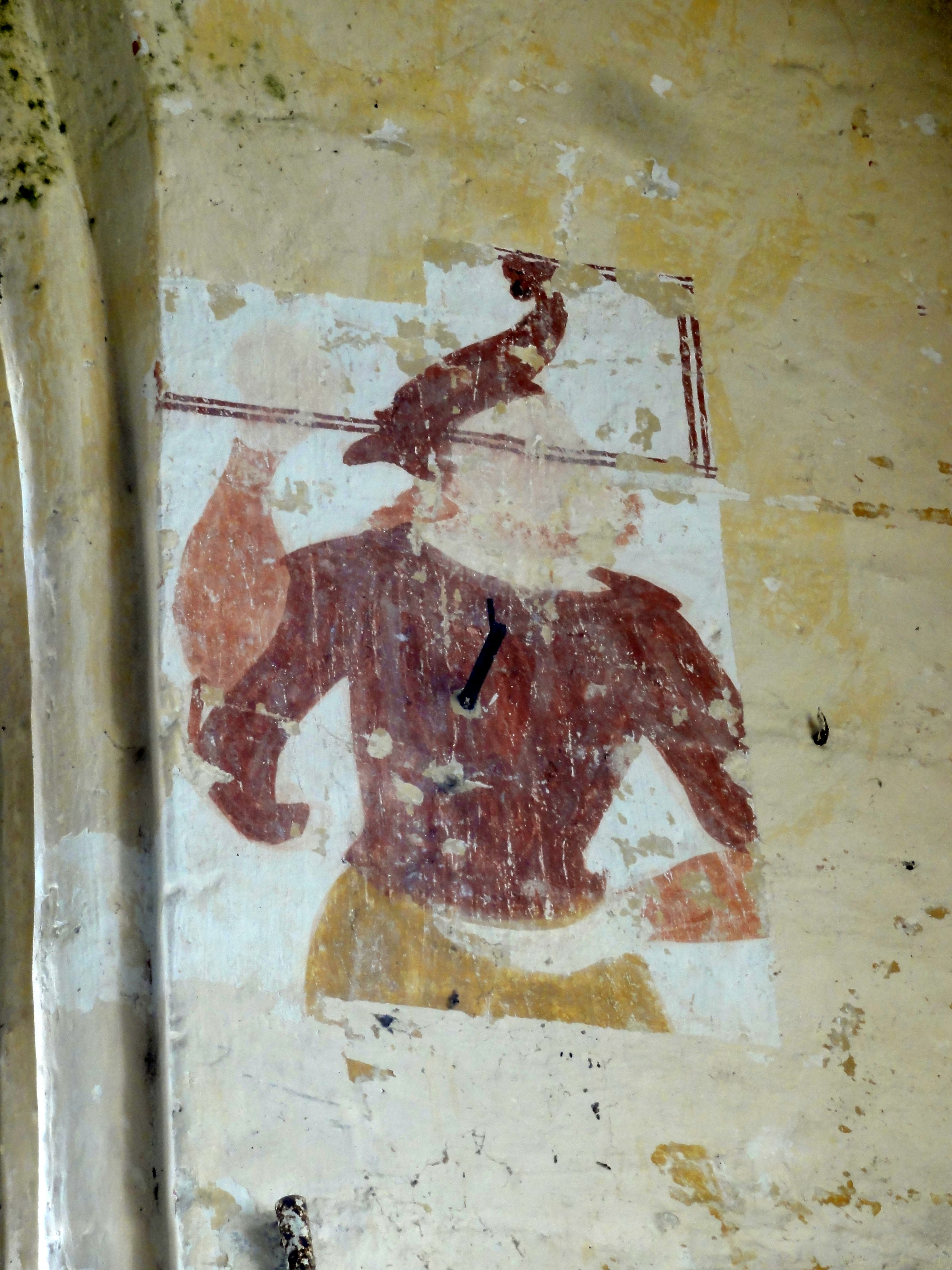
Fresque murale sur le chevet.

### Extérieur

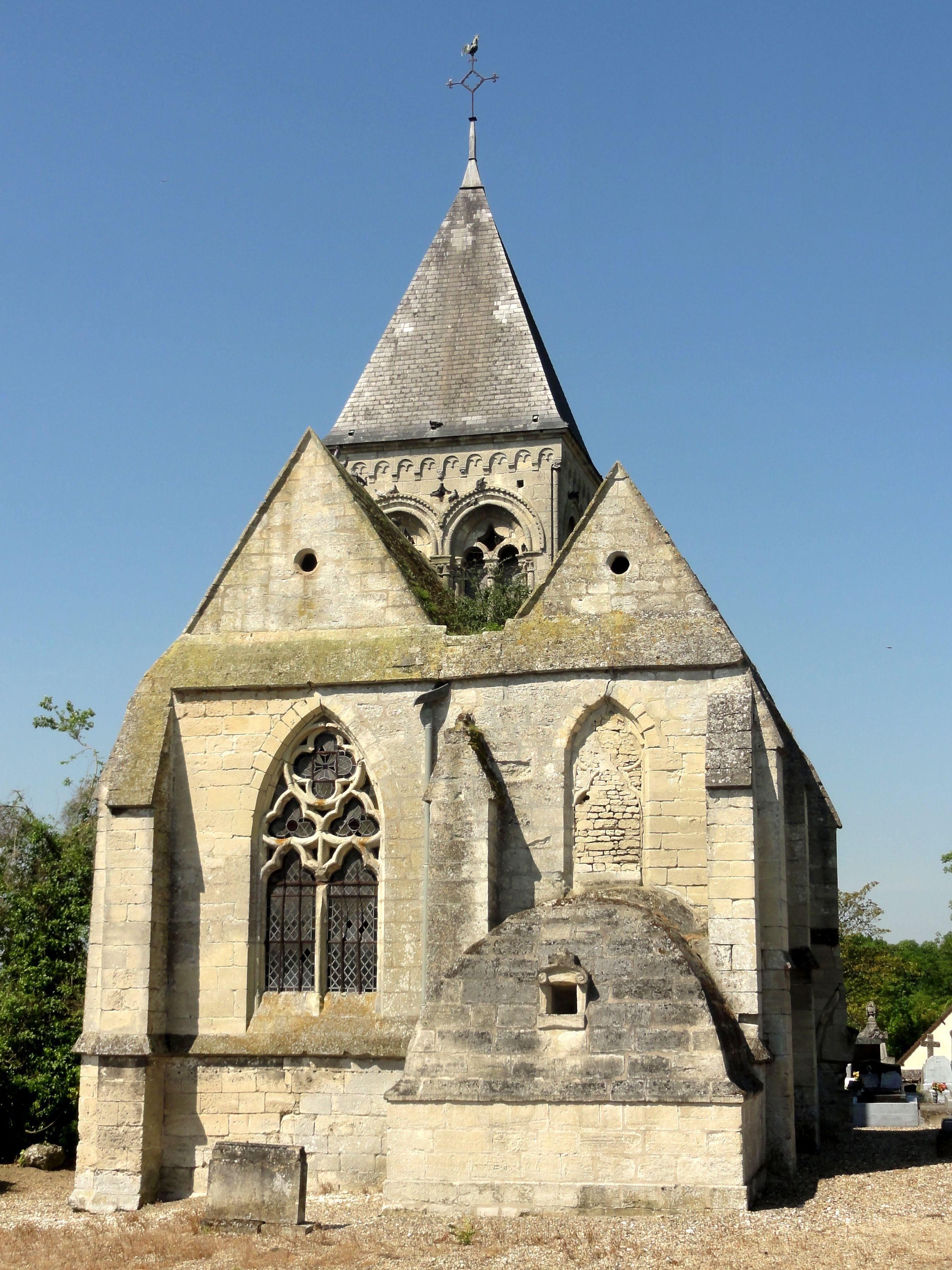
Vue depuis l'est.

La façade occidentale paraît assez disgracieuse, car il ne s'agit pas d'une façade à proprement parler : un simple massif de maçonnerie a été plaqué devant la base du clocher après la démolition de la nef, ne donnant même pas des contours réguliers au portail. Le massif se termine au niveau du début du premier étage du clocher par un glacis. Il est interrompu par une petite fenêtre au-dessus de quelques marches d'escalier : La tourelle d'escalier ayant disparu avec la nef, cette fenêtre doit maintenant suffire comme accès au clocher. En haut du premier étage du clocher, des traces de l'arrachement du toit de la nef sont à peine visibles. La démolition de la nef a au moins eu le mérite de dégager la vue sur l'étage de beffroi du clocher, qui représente l'élément le plus intéressant de l'extérieur de l'église. Il est percé de deux baies abat-son gémelées en plein cintre par face, subdivisées chacune en deux étroites arcades par une colonnette centrale. Avec deux autres colonnettes à gauche et à droite, elle porte un tympan ajouré d'un losange. Ce tympan est à son tour surmontée d'une archivolte torique et d'un cordon en pointe-de-diamant, qui retombent sur deux autres colonnettes. L'on obtient ainsi dix colonnettes par paire de fenêtres. Elles sont très fines car en délit, contrairement à la plupart des clochers romans, et elles sont toutes garnies d'un chapiteau de crochets d'une sculpture assez grossière. Les angles de l'étage sont occupés chacun par une colonnette appareillée se terminant par une tête d'animal grotesque, et les murs sont couronnés par une corniche beauvaisine, constituée de petites arcades plein cintre supportées par des corbeaux, et subdivisées chacune en deux arcatures plus petites. Seulement le corbeau au milieu de chaque face du clocher est sculpté en masque. En dessous, l'on trouve un oculus simulé de la même forme que ceux des tympans. Concernant le mur du sud de la base du clocher, il est cantonné de deux contreforts et présente un cordon en dents de scie au-dessus de la petite baie plein cintre. Le clocher de Rousseloy correspond à un modèle bien répandu dans la région, et les clochers des églises Saint-Nicolas d'Angy, Saint-Aubin de Cauffry et Saint-Denis de Mogneville sont celles qui lui ressemblent le plus.
Les trois murs extérieurs du chœur-halle, au sud, à l'est et au nord, sont épaulés chacun par trois contreforts gothiques, se terminant par un glacis dans la continuité de la pente des toits (au nord et au sud), et scandés horizontalement par un larmier formant glacis. Il se poursuit sur les murs du sud et de l'est, à la hauteur du seuil des fenêtres, avec lequel il se confond. Le remplage des fenêtres constitue la seule ornementation. De la baie orientale du collatéral, le remplage reste visible au milieu d'un blocage de gros cailloux. Le mur du chevet est dominé par deux pignons similaires, mais de taille inégale, percés chacun d'un petit oculus rond. Entre les deux toits en bâtière, un chéneau assure l'évacuation des eaux pluviales, mais les gargouilles se sont perdus. Les toits en pierre ne sont pas très courants dans la région, mais plusieurs églises voisines en possèdent aussi, telles que l'église Saint-Denis de Foulangues, la collégiale Notre-Dame de Montataire et l'église Saint-Vaast de Saint-Vaast-lès-Mello. Un glacis court en dessous des pignons. Le contrefort au centre du chevet est différent, car se terminant par deux glacis formant chaperon. La curieuse sacristie avec son toit en dôme est éclairée par une petite lucarne à l'est, sous un linteau décoré de deux volutes, et par une grande fenêtre en anse de panier au sud. Le mur septentrional du collatéral présente de légères différences au niveau des contreforts, dont celui jouxtant la chapelle a été remanié en 1825 avec réemploi d'une portion de frise en pointe-de-diamant, et l'on remarque que la fenêtre était en plein cintre. René Parmentier suppose que ce mur serait le premier construit du chœur (sans se poser la question comment s'explique une fenêtre en plein cintre à la fin du XIIIe siècle ou au début du XIVe siècle, mais le chevet de l'église Saint-Denis de Rieux, contemporain, en possède aussi).

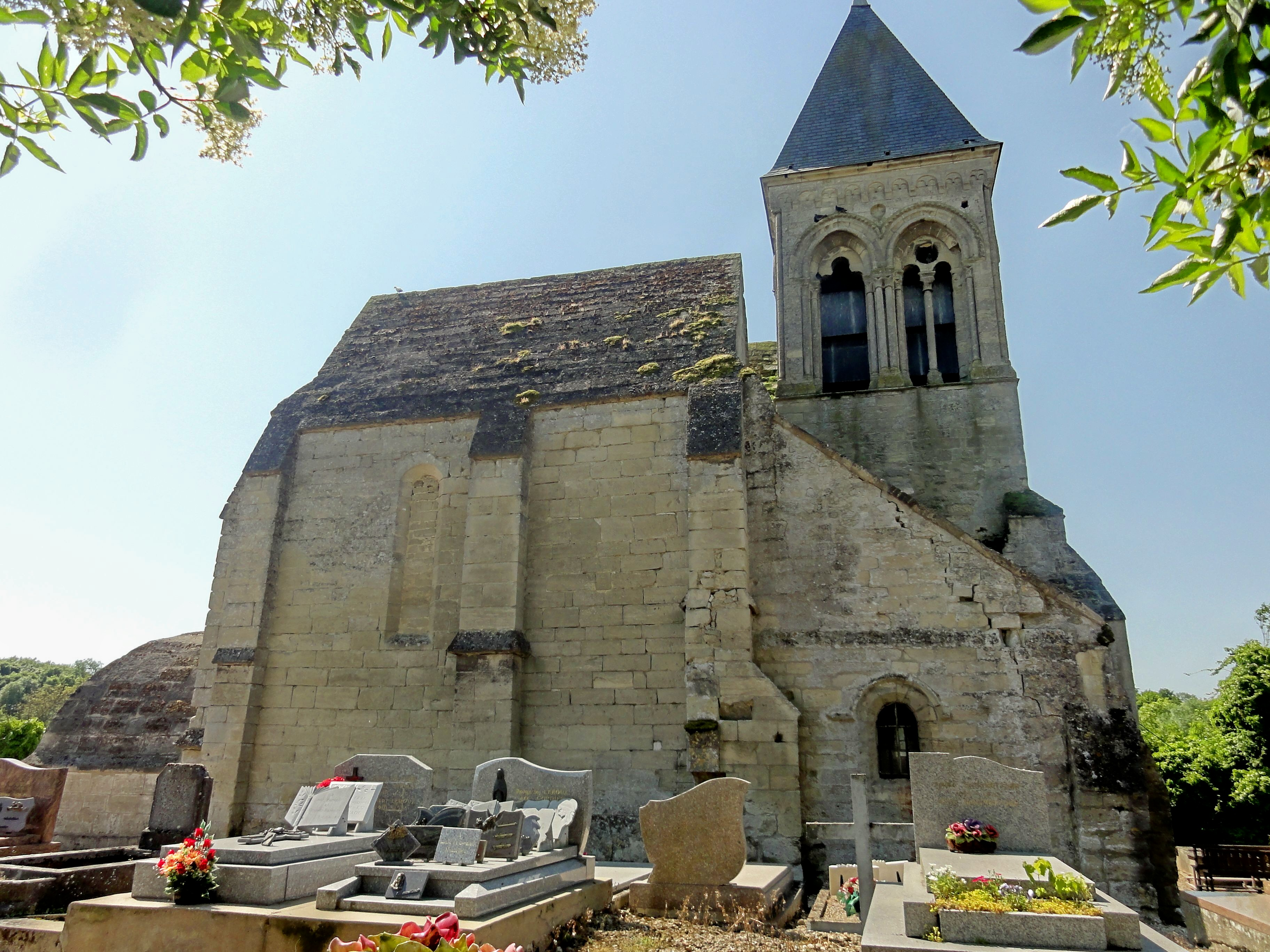
Vue depuis le nord.
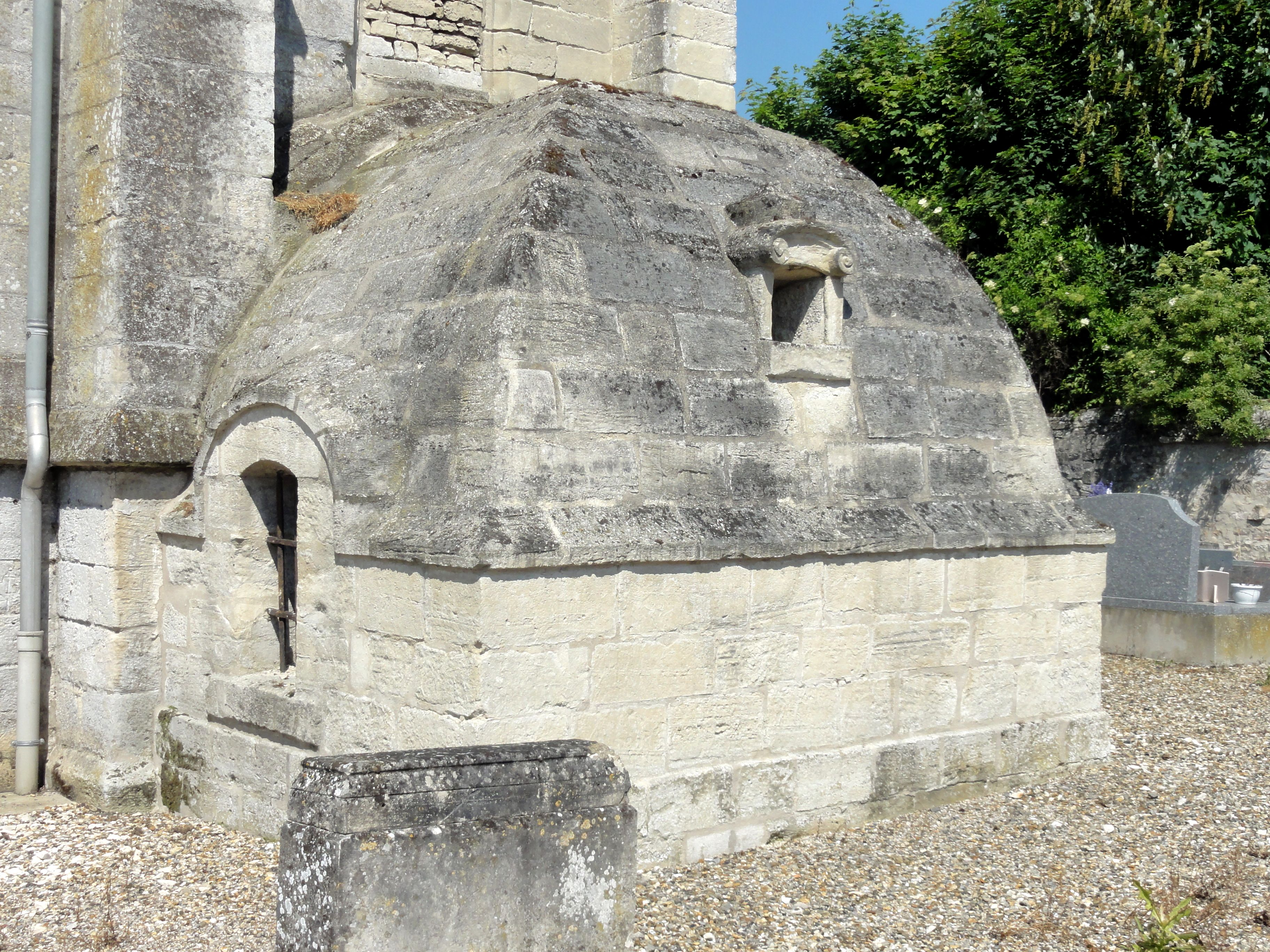
Sacristie.
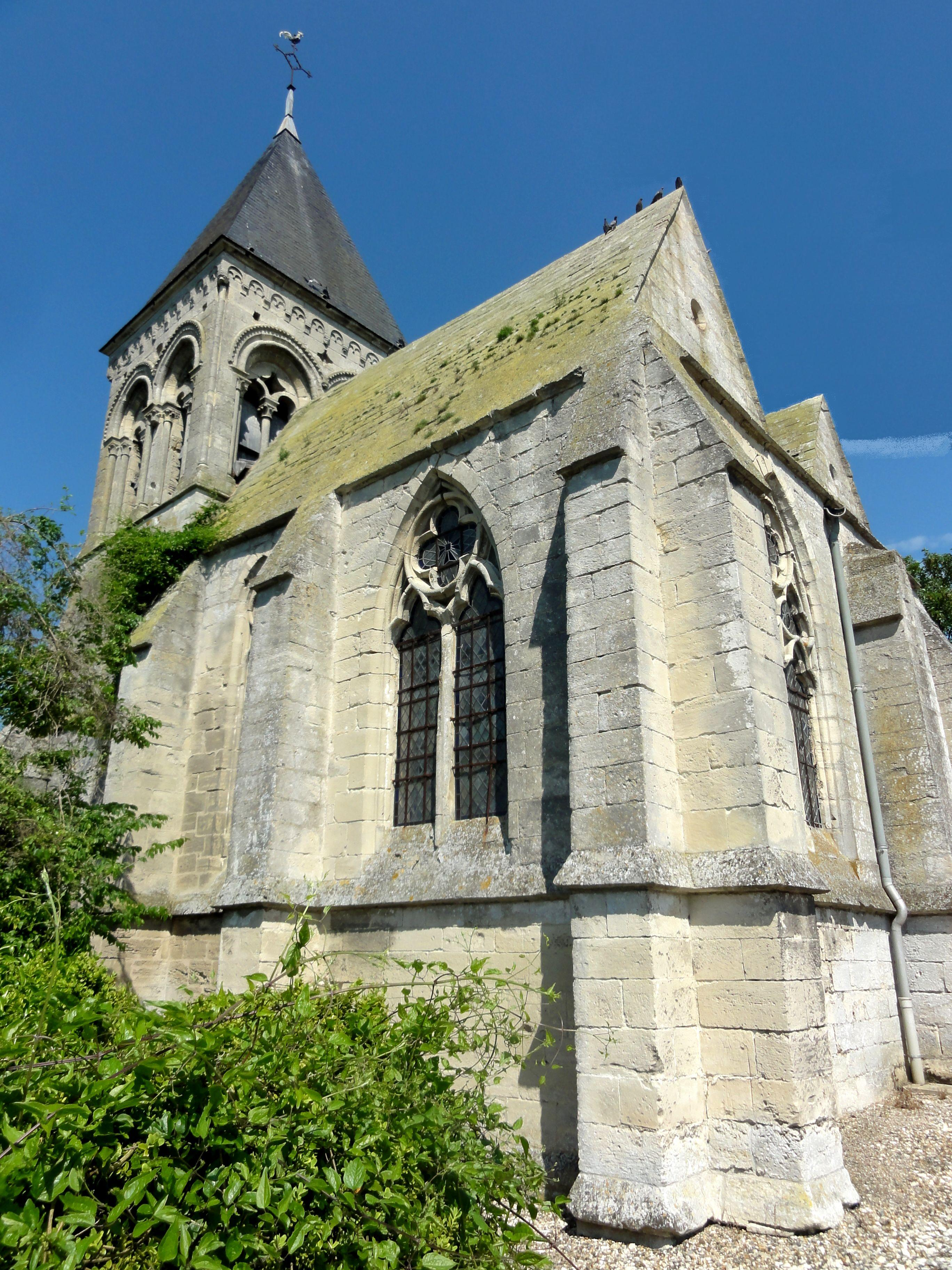
Vue depuis le sud-est.
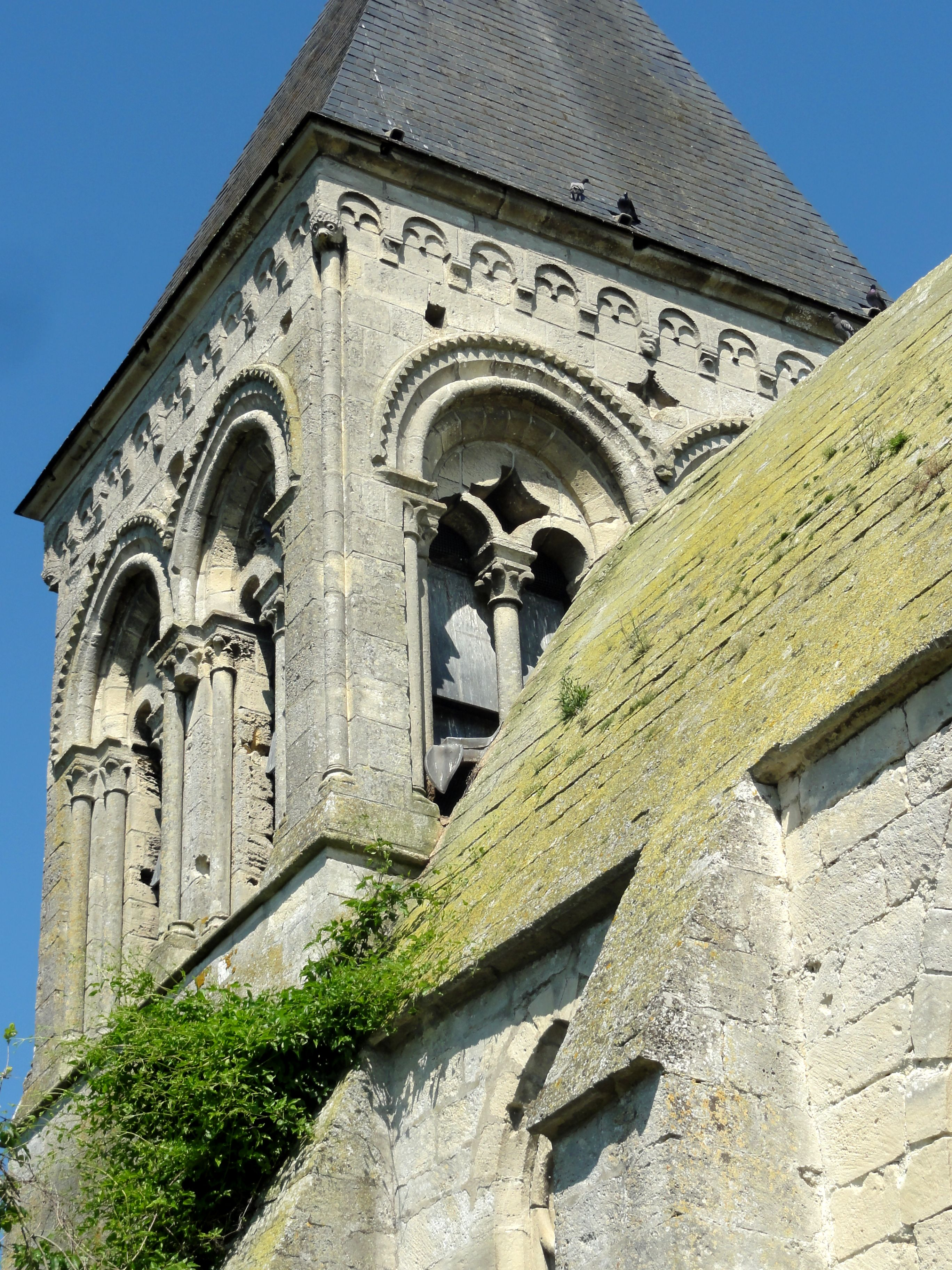
Clocher.
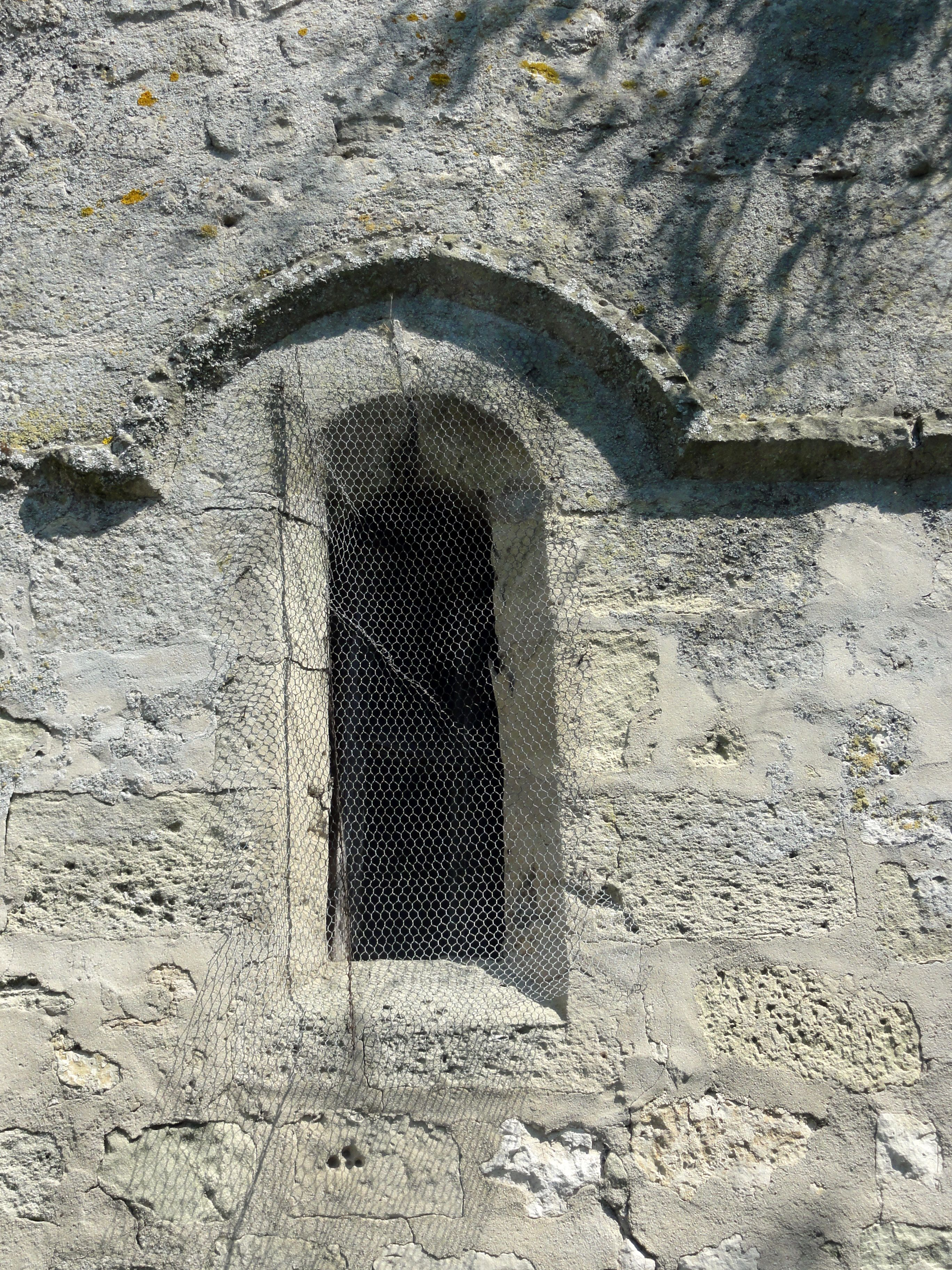
Fenêtre de la base du clocher.
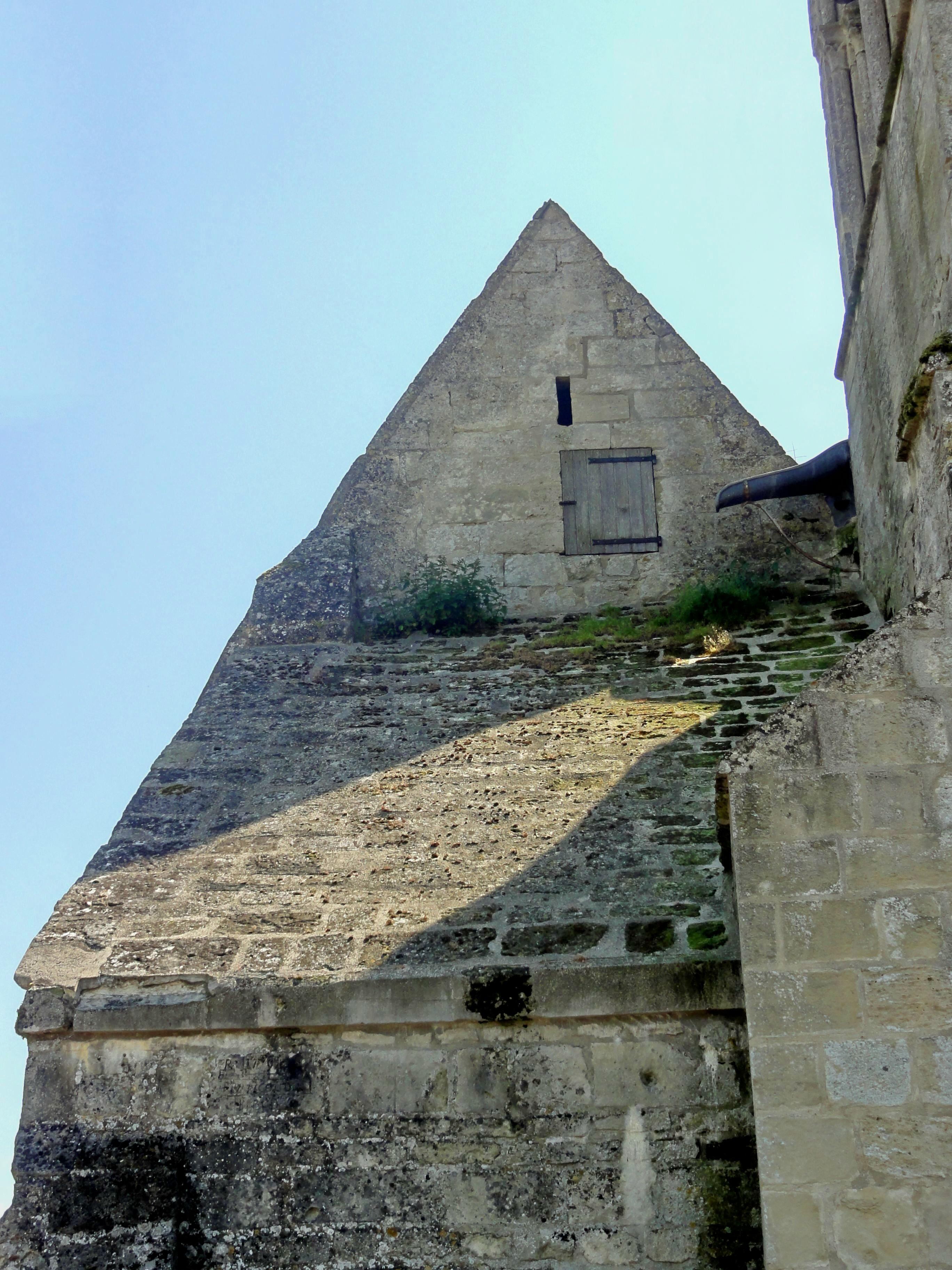
Toit de la chapelle.